# バングラデシュ

バングラデシュ人民共和国
গণপ্রজাতন্ত্রী বাংলাদেশ

国の標語：なし
国歌：আমার সোনার বাংলা（ベンガル語）
我が黄金のベンガルよ

バングラデシュ人民共和国（バングラデシュじんみんきょうわこく、英語: People's Republic of Bangladesh、ベンガル語: গণপ্রজাতন্ত্রী বাংলাদেশ）、南アジアにある共和制国家。通称はバングラデシュ。首都はダッカである。
北と東西の三方はインド、南東部はミャンマーと国境を接する。南はベンガル湾（インド洋の一部）に面する。西側で隣接するインドの西ベンガル州、東側で隣接するインドのトリプラ州とともにベンガル語圏に属する。ベンガル湾に注ぐ大河ガンジス川の下流部を有する。
イギリス領インド帝国の一部からパキスタンの飛地領土（東パキスタン）を経て独立した。イギリス連邦加盟国のひとつである。

## 概要
国名のバングラデシュとはベンガル語で「ベンガル人の国」を意味する。
元々はインドの一部であったが、インドが1947年にイギリスから独立する際にイスラム教徒とヒンドゥー教徒との対立が深まり、イスラム教徒地域がパキスタンとして独立した。その際、現在のバングラデシュに当たる地域は「東パキスタン」と呼ばれパキスタンの一部であった。しかし、パキスタン本土から遠く離れていること、イスラム教以外の文化的結びつきが薄かったことから、分離独立運動がおこり、内戦（バングラデシュ独立戦争）やインドの介入（第三次印パ戦争）を経て、1971年にパキスタンから独立した。
国内最大の都市は首都のダッカであり、他の主要都市はチッタゴン、クルナ、ラジシャヒがある。バングラデシュは南アジアにおけるイスラム圏国家の一つである。バングラデシュの人口は1億6,468万人で、都市国家を除くと世界で最も人口密度が高い国であり、人口は世界第8位となっている。
豊富な水資源から米やジュートの生産に適しており、かつて「黄金のベンガル」と称された豊かな地域であった。ムガル帝国の時代には経済的に一番豊かな州の一つであり、イギリスによる植民地支配期には英領インドで最も早く西欧文化の影響を受け、西欧化・近代化の先頭に立っていた地域である。
しかし、インフラの未整備や行政の非能率から、現在はアジアの最貧国に属する。2000年の統計では全人口の75%が農村で暮らしている。近年は労働力の豊富さや賃金水準の低さにより、諸外国の製造業の進出が著しい。スマートフォンなどは、輸出のほか、バングラデシュ国内市場向けにも生産されている。
新興国として期待されるNEXT11の一つに数えられている。2021年にはBRICSが運営する新開発銀行に加盟した。

## 国名
正式国名はগণপ্রজাতন্ত্রী বাংলাদেশ（ベンガル語: ラテン文字転写は、Gônoprojatontri Bangladesh）。通称、বাংলাদেশ 発音 [ˈbaŋlad̪eʃ] ( 音声ファイル)
英語の公式表記は、People's Republic of Bangladesh（ピープルズ・リパブリック・オブ・バングラデシュ）。通称、Bangladesh [ˌbæŋɡləˈdɛʃ] ( 音声ファイル)。国民・形容詞はBangladeshi。
国名の「バングラデシュ」は、「バングラ」がベンガル語でベンガル（人）を、「デシュ」が国を意味し、合わせて「ベンガル人の国」を意味する。
日本語の表記はバングラデシュ人民共和国、通称はバングラデシュである。バングラデッシュ、バングラディシュ、バングラディッシュと表記されることもある（後二者はベンガル語の発音に対して不自然な表記である）。日本での漢字表記は孟加拉、1文字では孟と略されるがほぼ使用されない。日本では新聞の見出しなどにおいて、バングラと略称されることがある。
国名に「人民共和国」が含まれるが、社会主義国ではない。

## 国旗
バングラデシュの国旗は緑色の背景色に赤丸が描かれた図象である。日の丸に似ているが、日の丸の赤丸が中央にあるのに対し、バングラデシュの国旗では赤丸を中央からやや旗竿寄りに描く。
デザインの由来には「赤が昇る太陽、緑が豊かな大地を表す」「豊かな自然を表す緑の地に『独立のために流した血を示す赤い丸』を組み合わせた」といった説がある。また、初代大統領ムジブル・ラフマンの娘であるシェイク・ハシナ首相は、「父は日本の日の丸を参考にした」と証言している。

## 歴史

### 近代まで

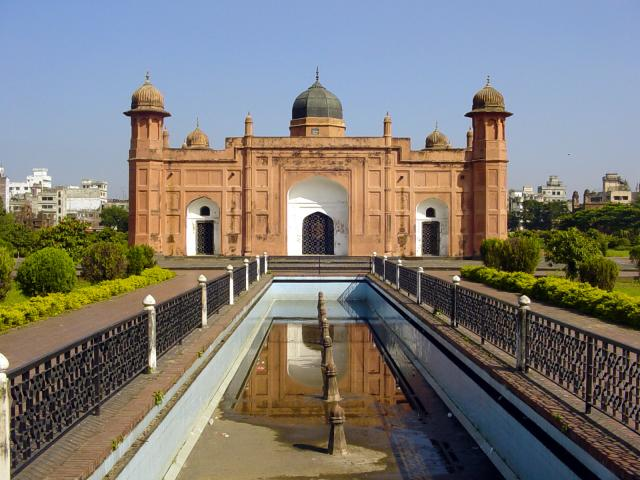
ダッカ市内のラルバグ城（17世紀）

現在バングラデシュと呼ばれるベンガル地方東部には、古くから文明が発達した。紀元前4世紀のマウリヤ朝から6世紀のグプタ朝まで数々の王朝の属領であった。仏教寺院からは紀元前7世紀には文明が存在したことが証明され、この社会構造は紀元前11世紀にまで遡ると考えられるが、これには確実な証拠はない。初期の文明は仏教および（あるいはまたは）ヒンドゥー教の影響を受けていた。北部バングラデシュに残る遺構からこうした影響を推測することができる。
8世紀の中葉にパーラ朝がなり、仏教王朝が繁栄した。12世紀にヒンドゥー教のセーナ朝に取って代わられた。13世紀にイスラム教化が始まった。13世紀にはイスラム教のベンガル・スルターン朝の下で、商工業の中心地へと発展した。その後、ベンガルは南アジアで最も豊かで最も強い国になった。16世紀にはムガル帝国の下で、商工業の中心地へと発展した。11世紀（セーナ朝の時代）から16世紀（ムガル帝国に編入されたのは1574年）の間はベンガル語が発達した。このころに、ベンガル経済の成長に伴って密林の多かった東ベンガルに開発の手が入り、イスラム教徒を中心に開発が進められていった。16世紀後半になって東ベンガルではイスラム教徒が多数派となっていった。また、17世紀半ばにはムスリムの農民集団が目につくようになっている。

### イギリス領時代

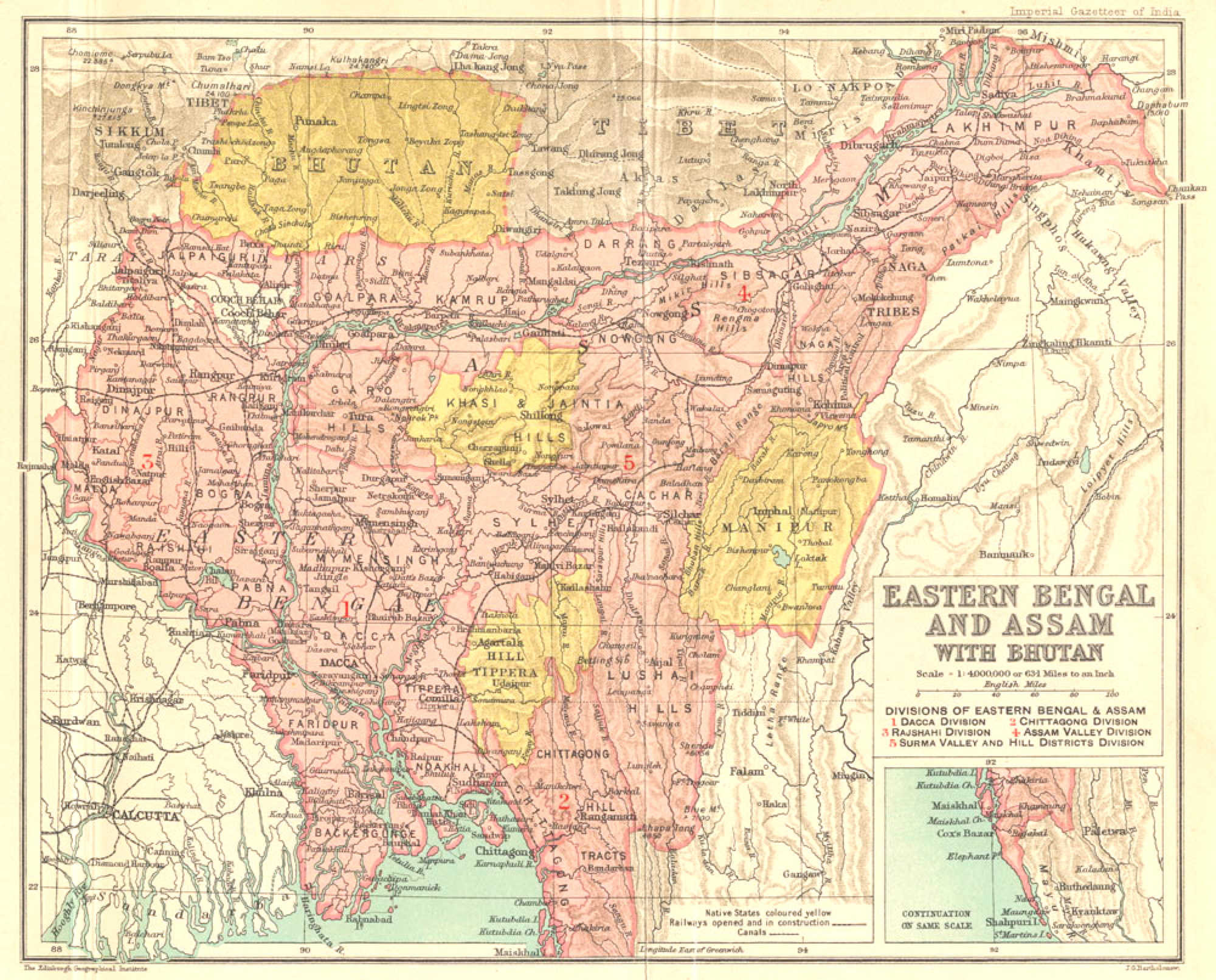
1907年当時の東ベンガル

15世紀末にはヨーロッパの貿易商人が訪れるようになり、18世紀末にイギリスの東インド会社により植民地化された。この東インド会社によって、イギリスは支配をベンガルからインド亜大陸全域に拡大した（英領インド）。このイギリスの統治期間中、ベンガルは何度も深刻な飢饉に襲われ、膨大な人命が失われた。ベンガルの東部・西部から綿織物や米の輸出が盛況を呈し、17世紀の末には、アジア最大のヨーロッパ向け輸出地域となり、大量の銀が流入し、銀貨に鋳造され、森林地帯の開拓資金に投下された。東インド会社は支配をインド全域に拡大していき、その中心地域となったベンガルの繁栄は続いた。「黄金のベンガル」と讃えられるようになったのはこの時期である。
やがてインドの他地域同様、バングラデシュでも民族運動（1820年代からフォラジと呼ばれる復古主義的な運動）がさかんになっていった。これを食い止めるため、イギリスはベンガルのインド人勢力の分断を企図。1905年にベンガル分割令を発布し、ベンガルをヒンドゥー教徒中心の西ベンガルとイスラム教徒中心の東ベンガルに分割したことで、英領東ベンガルおよびアッサムが確立された（今日のバングラデシュおよびインド東北部のアッサム州、メガラヤ州、アルナーチャル・プラデーシュ州に相当)。1906年にはダッカでムスリム連盟の創立大会が開かれた。この措置は両教徒の反発を招き、1911年に撤回されたものの、両宗教間には溝ができ、やがてインドとパキスタンの分離独立へと繋がっていく。
当時、東ベンガルではベンガル人としての意識とムスリムとしての意識が並存していたが、1929年全ベンガル・プロジャ党（ムスリム上層農民を支持基盤とした）が結成され、1936年の農民プロシャ党に発展した。1930年代にはベンガル人意識が一時後退し、ムスリムとしての意識が高揚していった。1940年のムスリム連盟ラホール大会で、ベンガルの政治家フォズルル・ホックがパキスタン決議を提案した。1943年、大飢饉が起こり150万〜300万人の死者を出した。1946年8月コルカタ（旧カルカッタ）暴動でムスリムとヒンドゥーが衝突し、4000人以上の命が失われた。

### インド領東ベンガル

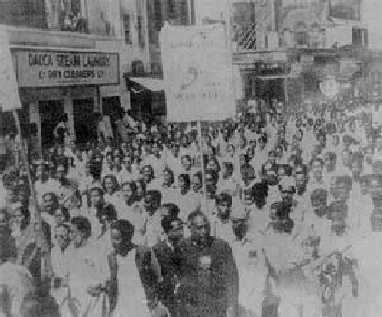
ダッカ市内のベンガル語運動（1952年）

そのような中でインドは1947年に英領から独立を達成したものの、宗教上の問題から、ヒンドゥー教地域はインド、イスラム教地域はインドを挟んで東西に分かれたパキスタンとして分離独立することになり、東ベンガル（1947年 - 1955年）はパキスタンへの参加を決めた。

### パキスタン領東パキスタン
両パキスタンが成立すると、現在のバングラデシュ地域は東パキスタンとなった。しかし両地域間は人口にはさほど差がなかったものの、経済や文化の面では違いが大きく、さらに国土はインドによって1000 km以上も隔てられていた。このような違いはあちこちで摩擦を起こした。まず最初に問題が起きたのは言語の違いだった。ベンガル語でほぼ統一された東に対し、西がウルドゥー語を公用語にしたため対立が起きた。この問題はベンガル語とウルドゥー語の両方を公用語にすることで決着がついたものの、政治の中心になっていた西側に偏った政策が実施され、1970年11月のボーラ・サイクロンの被害で政府に対する不満がさらに高まった。同年12月の選挙において人口に勝る東パキスタンのアワミ連盟が選挙で勝利すると、西パキスタン中心の政府は議会開催を遅らせた上、翌年の1971年3月にはパキスタン軍が軍事介入して東パキスタン首脳部を拘束した。これによって東西パキスタンの対立は決定的となり、東パキスタンは独立を求めて西パキスタンと内乱になった（バングラデシュ独立戦争）。西側のパキスタンと対立していたインドが東パキスタンの独立を支持し、また第三次印パ戦争がパキスタンの降伏によりインドの勝利で終わった結果、1971年にバングラデシュの独立が確定した。尚、この過程においてヘンリー・キッシンジャーは対中国交正常化に向け仲介役を果たしていたパキスタンがおこなっていた、東パキスタンにおける大規模なレイプや虐殺を外交面から援護したことにより、東パキスタンは後に独立を勝ち取ってバングラデシュとなったとされる。

### 独立、ムジブル・ラフマン政権
独立後はアワミ連盟のシェイク・ムジブル・ラフマンが首相となった。インドからの独立以前から、イスラムを旗印とするパキスタン政府と先住民族の折り合いは悪く、ジュマ（チッタゴン丘陵地帯の先住民族）はパキスタン編入をそもそも望んでいなかったために緊張状態が続き、バングラデシュが1971年に独立するとこの状況はさらに悪化した。このため先住民族は1972年にチッタゴン丘陵人民連帯連合協会 (PCJSS) という政党を作り、翌年からPCJSS傘下のシャンティ・バヒーニーとバングラデシュ軍とが戦闘状態に入った。内戦や洪水による経済の疲弊により、1975年にクーデターが起き、ムジブル・ラフマンが殺害される。

### ジアウル・ラフマン政権
その後、軍部からジアウル・ラフマン少将が大統領となった。1979年以降、バングラデシュ政府の政策によってベンガル人がチッタゴン丘陵地帯に大量に入植するようになり、チッタゴン丘陵地帯におけるジュマとベンガル人の人口比はほぼ1対1となった。

### エルシャド政権
1981年に軍内部のクーデターによりジアウル・ラフマン大統領が殺害され、1983年12月にフセイン・モハンマド・エルシャド中将が再び軍事政権を樹立した。1988年には、チッタゴン丘陵地帯のコルノフリ川上流のカプタイ・ダムに国内唯一の水力発電所（230MW）を建設して10万人近い住民に立ち退きを強制し、うち2万人がビルマ（現ミャンマー）へ、4万人がインドへそれぞれ難民として移住している。
エルシャド政権は民主化運動により1990年に退陣した。

### 民主化
1991年3月の総選挙で、バングラデシュ民族主義党 (BNP) がアワミ連盟 (AL) を破り、BNP党首のカレダ・ジアは同国初の女性首相に就任した。1991年に総選挙が行われて以降は、民主的に選挙で選出された政府が統治している。5月10日、ジョージ・H・W・ブッシュ大統領の指示による Operation Sea Angel で被災地への人道支援が行なわれた。チッタゴン丘陵地帯紛争は20年続いた後、1992年に休戦。1997年には和平協定が結ばれたものの、根本的な問題は残ったままであり、対立は続いている。
1996年の憲法改正により前最高裁判所長官を長（首相顧問）とする非政党選挙管理内閣 (Non-Party Care-Taker Government) が導入された。この制度は、現職内閣が選挙活動に干渉したり、投票結果を操作したりする職権乱用防止のためであり、議会解散の後に任命される。1996年6月の総選挙では、今度はALが勝利し、シェイク・ハシナが同国2人目の女性首相に就任した。
2001年10月1日に行われた総選挙では、BNPなどの野党連合が与党ALに大差をつけ勝利しカレダ・ジアが首相に返り咲いた。経済建設を重視し、穏健な改革を訴え、都市市民らの支持を集めたとされる。

### 軍政・民政復帰・政変
2002年9月6日に予定されていた大統領を選任する投票は、立候補者が元ダッカ大学教授のイアジュディン・アハメド1名のみだったため無投票当選となった。
2006年10月、軍の圧力でカレダ・ジア率いるBNP政権は退陣し、アハメド選挙管理内閣（暫定政権）が発足した。暫定政権は汚職の撲滅やイスラム過激派対策に取り組んでいる。2007年1月11日には総選挙が予定されていたが政党内対立で情勢が悪化。総選挙は2008年に延期された。イアジュディン・アハメド大統領は、非常事態宣言を発令すると共に全土に夜間外出禁止令を出した。
2008年12月29日に行われた第9次総選挙では、87%と高い投票率の中で、選出対象の299議席中、シェイク・ハシナ元首相の率いるアワミ連盟が230議席（得票率48.06%）を獲得し、国民党などからなる「大連合」が300議席中262議席で圧勝した。2009年1月6日、ハシナ党首が首相に就任した。前与党のBNPを中心とする4党連合は32議席に激減した。
2014年に行われた第10次総選挙では、BNP率いる野党18連合がボイコットするまま総選挙が実施され、与党アワミ連盟が圧勝した。
2024年総選挙では、4期連続政権を目指したハシナ首相（当時）が野党幹部らを大量に逮捕、主要野党がボイコットするなか投票率は前回80%から40%に大きく下がったものの、与党のアワミ連盟が過半数を大きく上回る議席を1月獲得した。
公務員採用に関し独立戦争に従事した兵士家族への特別優遇枠３割について政府は国民の反発を受け2018年に廃止を決めたが、2024年6月高等裁判所が廃止を違憲としたことから、それに反発する学生を中心にデモが7月に入り激化、国立大学の学生を中心に地方にも広まっていく。また、この制度の運用についても実際にはハシナ派の関係者ばかりが有利に取り扱われ不公平だとの意見があった。同月14日ハシナ首相は「誰がそれ（特別採用枠）を受け取るのか? ラザカールの孫たちか?」と発言したことで学生らの憤激をかった。ラザカールとは、パキスタンからの独立戦争時に、むしろパキスタン支持に立って独立派の知識人虐殺や女性へのレイプを行った義勇兵組織であり、今日では反愛国主義者の意味で使われる。同月16日、デモが全国的に行われ、警察やＲＡＢ（軍や警察から引き抜かれた者からなる特殊部隊）の暴力的な鎮圧により死者６人が出た。その後４日間で学生と民間人を中心に200人以上が死亡、５千人が拘束されたともいう。18日にはデモ隊がダッカのバングラデシュ大学などに終結、政府は全国に夜間外出禁止令を下し、インターネットや電話を遮断、警察は催涙弾・ゴム弾だけでなく実弾まで使用して強硬鎮圧に乗り出した。このとき空中のヘリからの実弾射撃が行われていたとの証言もある。同月21日にいったん最高裁が枠を5%に減らす決定をしたため一時的に沈静化したが、多数の死者や拘束者が出た情報が新聞・SNS等で広まるに連れ、ハシナ首相をはじめ政権関係者の責任を追及する声が高まり、8月4日にデモが再燃、ハシナ首相辞任を要求して野党勢力やイスラム勢力も加わり全土に拡大した。地元紙デイリースターによれば、デモ側・警察側合わせて死者93人、負傷者千人以上が出たとされる。学生側は首都ダッカに向けたデモ行進を５日に行うと宣言、政府は急遽５～７日を休日にすると宣言、インターネットを遮断、4日夜から全土に夜間外出禁止令を出した。
2024年8月5日、シェイク・ハシナ首相が辞任を表明し、軍のヘリで国外脱出。15年に渡る長期政権に幕を閉じた。これを受け、ワケル＝ウズ＝ザマン陸軍参謀長は国民向けの演説で、暫定政権樹立のため大統領に面会すると発表した。大統領は、ザマン参謀長、海軍・空軍トップ、野党幹部、デモの中心となった学生団体幹部らと協議、暫定政権の発足と議会総選挙を行うこと、収監中の最大野党BNPのジア党首と直近のデモで拘束中の学生総ての釈放を決め、テレビ演説で発表された。6日未明、学生団体はノーベル平和賞受賞者ムハマド・ユヌスを最高顧問とする暫定政権の発足をSNSで宣言した。モハンマド・シャハブッディン大統領は、野党や軍も同意したとして、ユヌスが首席顧問として率いる暫定政権の発足を決めた。当時ユヌスはかつて政界進出を試みたためハシナ前首相から警戒・敵視され、グラミン銀行経営に絡みいくつもの労働法違反で起訴され係争中であった。6日中にはジア野党党首の自宅軟禁の解除・議会解散・外出禁止令の解除が行われたが、多くの縫製工場の閉鎖はしばらく続いたという。8日、ユヌスは病気治療のためにいた滞在先のフランスから帰国し、大統領官邸で首席顧問への就任宣誓を行い、暫定政権が発足した。新首相のユヌスは国民の認知や海外とのつながりもあり既成政党色が薄いため分断回避のために選ばれたとも考えられている。就任時に「暴力は止めなければならない」「対話を通じ理解し合おう」「この政権は全ての国民のためのものだ」として結束を呼び掛けた。地元メディアによれば、暫定政権の顧問団には、法律・経済の有識者、デモを主導した学生団体の指導者らが就任した。最高裁長官や中央銀行総裁はデモ団体・学生団体ら側からの要求を受けて辞任した。
抗議デモでは300人以上が死亡したとされ、国連は実際には7月16日から8月11日までで650人が死亡したとみている。死者の多くが警察側の銃撃による死者とされている。また、負傷者は７月の抗議デモだけで数千人、治安部隊による拘束者は8月4日あたりまでの２週間で約1万人に及んだという。

## 政治

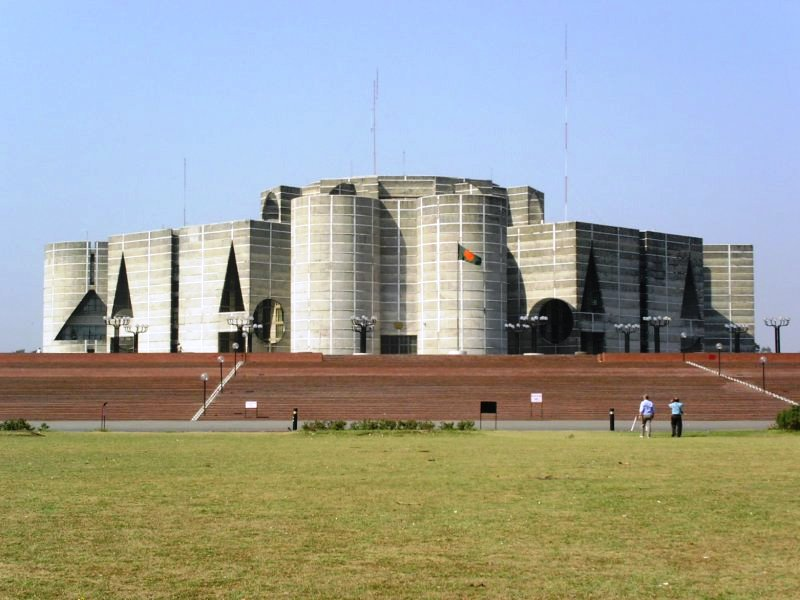
国会議事堂

1991年に憲法が改正され、大統領を象徴的な元首とし首相が実権を持つ議院内閣制が確立、民主化が実現した。それ以来、２大政党が政権交代を繰り返していたが、アワミ連盟のハシナ首相が2008年２期目の首相となって以降、強権化を強めていた。この時期、ジャーナリストや野党政治家の行方不明が相次いでいる。また、2024年のハシナ政権崩壊につながる反政府活動では、国営テレビ等も襲撃・略奪され上、焼き打ちにあった。ハシナが党首であったアワミ連盟幹部やその家族への殺害が相次ぎ、パキスタンからの分離独立戦争以来、伝統的にアワミ連盟支持者の多かったヒンズー教徒への襲撃、ハシナの父であるムジブル・ラーマンの像破壊、民衆からの報復を恐れた警官の職場逃亡なども起こった。政権崩壊直後には、首相公邸が暴徒に襲撃され略奪が起き、政権党アワミ連盟の事務所が焼き打ちされている。
旧イギリス植民地としてイギリス連邦に加盟するが、総督を置かず、大統領を元首とする。

### 元首
大統領の任期は5年間で国民議会によって選出される。大統領は原則として儀礼的職務のみを行う象徴的地位であり、首相と最高裁判所長官の任命以外は首相の助言に従い行動する。ただし、議会と政府が対立して政治的混乱が起きた際は、議会を解散して暫定政府を発足させる権限がある。

### 行政
行政府の長である首相は、議会選挙後に第1党党首を大統領が任命する。内閣の閣僚は、首相が選び、大統領が任命する。
バングラデシュの貧困の一因として、政府のガバナンス（統治能力）の低さがあげられることがある。汚職が蔓延しており、2011年の腐敗認識指数は2.7で世界120位であった。これは2003年の1.2より改善されてはいるものの依然として低位にある。また地方行政が特に弱体である。
行政の不備を補う形で、各種NGOが多数存在し、開発機能を担う形となっている。特にBRACやグラミン銀行などが規模も大きく著名である。

バングラデシュの公務員採用枠の半数以上は、1971年の独立戦争で戦った兵士の子孫ら特定のグループに割り当てられている。この制度については、現在、採用枠の３割となっていて廃止することが決められていたが、2024年になって裁判所が違憲を理由に覆した。学生等を中心に政府寄りのグループの家族を優遇する制度だとして批判の声が上がり、廃止を求めるデモが連日のように行われた。学生を中心とするデモ隊と警官隊らが激しく衝突、警察隊の発砲によりデモ隊側に多数の死者が出る事態となった。同年8月5日、シェイク・ハシナ首相はデモの激化を受け辞任し、国外に脱出した。同月9日にノーベル平和賞受賞者のムハマド・ユヌス率いる暫定政権が発足した。

### 立法
議会は、一院制で、Jatiya Sangsad（国会）と呼ばれる。全350議席で、このうち50議席は女性枠である。任期5年。選挙方式は小選挙区制だが、女性枠の議席は選挙結果をもとに各党に比例配分される。
民主化後、総選挙ごとに政権が変わるが、選挙による政権交代が定着してきている。とはいえ、議会政治を担う政党に問題が多い。選挙はおおむね公正なものとされるが、政党や政治風土には問題が多い。各政党は配下に政治組織を持ち、選挙ごとに彼らを動員して選挙を繰り広げる。選挙終了後、敗北した政党はストライキや抗議行動に訴えることがほとんどで、しばしば暴動へと発展する。

### 司法
バングラデシュの全ての刑事事件及び違憲審査はバングラデシュ最高裁判所が行っている。高等裁判所での服装は、黒の法服、スーツ、女性の民族衣装であるサロワカミューズを着用する。

## 国際関係
南部の一部を除き大部分の国境を接するインドとは、独立戦争時の経緯や独立時の与党アワミ連盟が親インド政党だったこともあり独立当初は友好的な関係だった。元々、ムスリムとヒンドゥー教徒の対立がパキスタンへの編入を促した事情もあり、やがて関係は冷却化した。バングラデシュ民族主義党はやや反インド的な姿勢をとり、逆にアメリカ合衆国や中国との友好関係を重視する傾向がある。
バングラデシュは多くの難民を受け入れ、また送り出す国である。東パキスタンとして独立した時には両国内の非主流派の信徒がお互いに難民として流れ込み、またバングラデシュ独立時にもパキスタン軍の侵攻を逃れて100万人近いバングラデシュ人が難民となってインド領へと流れ込んだ。さらに、チッタゴン丘陵地帯では政治的緊張が続いており、この地域の仏教系先住民がインドへと多く難民として流出している。
また、バングラデシュは隣接するミャンマーからムスリムのロヒンギャ難民を多く受け入れている。
バングラデシュは貧困国であるため、世界各国から多額の経済援助を受け取っている。日本は最大の援助国の一つであるが、近年は援助額がやや減少気味である。他に、アジア開発銀行やアメリカ、イギリス、世界銀行、ヨーロッパ連合などからの援助が多い。

## 軍事

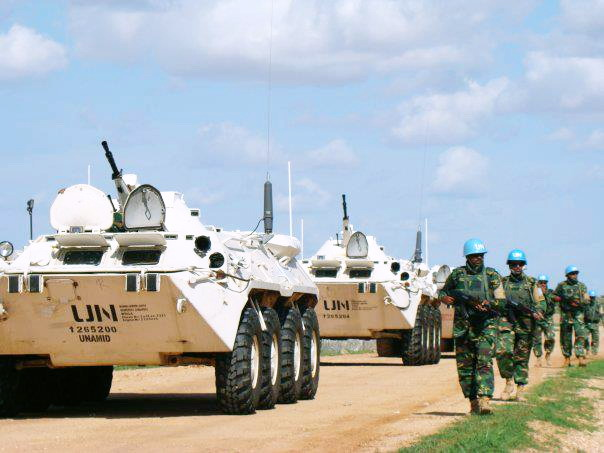
PKOで活動中のバングラデシュ軍

バングラデシュ軍は志願兵制度であり、兵力はおよそ14万人。バングラデシュ軍は国際連合平和維持活動（PKO）に積極的に人員を送っている。バングラデシュ軍は過去何度か軍事政権を樹立し、現在でも政治に大きな発言力を持つ。2006年にはBNP政権を退陣させ、アハメド選挙管理内閣を発足させた。

## 地理
バングラデシュの国土の大部分はインド亜大陸のベンガル湾沿いに形成されたベンガルデルタと呼ばれるデルタ地帯である。このデルタ地帯を大小の河川やカールと呼ばれる水路が網の目のように走っている。耕作可能面積率は59.65%と世界一高い。沼沢地とジャングルの多い低地であり、ジャングルはベンガルトラの生息地として知られる。北をヒマラヤ山脈南麓部、シロン高原（メガラヤ台地）、東をトリプラ丘陵やチッタゴン丘陵、西をラジュモホル丘陵に囲まれ、南はベンガル湾に面している。東部や東南部に標高100〜500 mの丘陵が広がる。
ヒマラヤ山脈に水源を持つ西からガンジス川（ベンガル語でポッダ川）、北からブラマプトラ川（同ジョムナ川）が低地のほぼ中央で合流し、最下流でメグナ川と合流して、流域面積173万平方キロメートルものデルタ地帯を作っている。デルタ地帯は極めて人口密度が高い。バングラデシュの土壌は肥沃で水に恵まれることから水田耕作に適しているが、洪水と旱魃の双方に対して脆弱であり、しばしば河川が氾濫し多くの被害を及ぼす。国内の丘陵地は南東部のチッタゴン丘陵地帯（最高地点：ケオクラドン山、1230 m）と北東部のシレット管区に限られる。
北回帰線に近いバングラデシュの気候は熱帯性で、10月から3月にかけての冬季は温暖である。夏季は3月から6月にかけて高温多湿な時期が続き、6月から10月にかけてモンスーンが襲来する。ほぼ毎年のようにこの国を襲う洪水、サイクロン、竜巻、海嘯といった自然現象は、一時的な被害にとどまらず、森林破壊、土壌劣化、浸食などを引き起こし、さらなる被害を国土に対して及ぼしている。
地形の大部分が平坦なこと、洪水による地形の変化が多いことなどは、バングラデシュの国土測量を極めて難しいものとしている。日本の国土地理院の協力により、1/25,000の地形図の作成が試みられているが、2016年段階でも詳細な全国地図は完成に至っていない。
なお、主要都市のひとつであるチッタゴンの南に位置するコックスバザールは世界最長の天然のビーチとして知られる。

### 洪水
バングラデシュの殆どの耕作地域は雨季に河川の溢水により水に沈む。時折耕作地域だけでなく、土盛りして高台にしている住宅地や幹線道路も浸水被害を受ける。こういった大洪水はベンガル語で「ボンナ」（Banna）と呼ばれ、破壊と災厄をもたらすものとみなされる一方で、毎年起こる程度の適度な洪水は「ボルシャ」（Barsha）と呼ばれ、土壌に肥沃さをもたらし、豊かな漁場とありあまるほどの水、豊作をもたらす恵みの存在と考えられている。ボンナが発生するとアウス稲、アモン稲の生産量に悪影響があるが、近年大洪水となった2004年および2007年でも10%程度のアモン生産量の減少にとどまっている。 このほかに河岸侵食による土地流出も過去には深刻な被害をもたらしていたが、近年のインフラ整備により、改善されてきている。

## 地方行政区分
最上位の行政単位は、8つある管区である。それぞれ中心となる都市の名が付けられている。しかし、管区には実質的な機能はなく、その下にある県 (ベンガル語：Zila（ジラ）、英語：District) が地方行政の主位的単位となる。2005年1月時点で64県が存在する。県の下には郡（ベンガル語：Upazila（ウポジラ）、英語：Sub-District）が置かれ、その下にいくつかの村落をまとめた行政村（ベンガル語・英語：Union（ユニオン））がある。独立時は管区は4つであったが、人口増加に伴い管区の新設が行われている。
- ダッカ管区
- クルナ管区
- チッタゴン管区
- ラジシャヒ管区
- ボリシャル管区 - 1993年、クルナ管区より分離
- シレット管区 - 1998年、チッタゴン管区より分離
- ロンプール管区 - 2010年、ラジシャヒ管区より分離
- マイメンシン管区 - 2015年、ダッカ管区より分離

## 経済

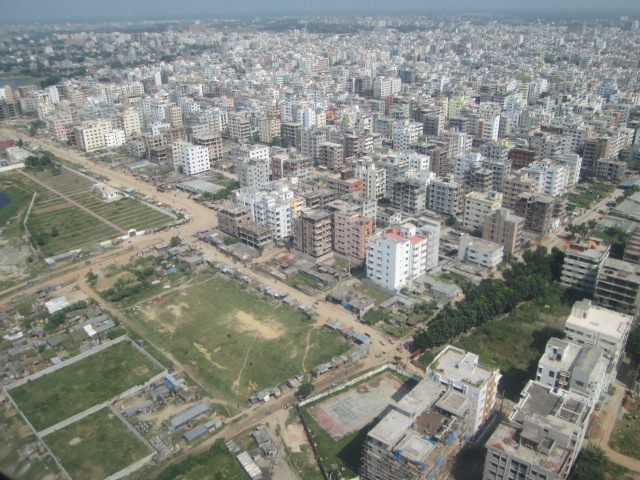
ダッカはバングラデシュ経済の中枢で、世界有数のメガシティである。

世界銀行によると、2021年のバングラデシュのGDPは2,852億ドルであり、一人当たりのGDPは2,503ドル。国際連合による基準に基づき、後発開発途上国と位置づけられている。2016年時点で人口の24.3%が貧困線以下である。
同国はガンジス川の氾濫により涵養された、世界有数の豊かな土地を誇り、外からの侵略も絶えなかった。「黄金のベンガル」と言われていた時代もあり、膨大な人口と労働力を持っていることから経済の潜在能力は高いが、洪水などの自然災害の影響で現在では貧困国の一つに数えられる。
バングラデシュは内外問わずに援助を受けているにもかかわらず、過剰な人口や政治汚職などによって未だに貧困を脱しきることが出来ないでいる。バングラデシュの発展を阻害しているものとしては、多発するサイクロンやそれに伴う氾濫などの地理的・気候的要因、能率の悪い国営企業、不適切に運営されている港などインフラの人的要因、第一次産業のみでは賄い切れない増加する労働人口などの人口要因、能率の悪いエネルギー利用法や十分に行き渡っていない電力供給などの資源的要因、加えて政治的な内部争いや汚職などの政治的要因、国内で頻繁に行われているゼネラルストライキの一種であるハルタル（ホルタル）が挙げられる。しかし近年は後述の通り繊維産業の台頭により2005年～2015年にかけては年平均6.2%と高い経済成長率を記録している。また膨大な労働人口と安い労働コストが評価され、NEXT11にも数えられている。ハシナ政権下では、海外援助により橋や鉄道などの大規模インフラを整備、安価な労働力を強みに外資誘致を進め縫製業の海外輸出も進み、2011年以降はGDP成長率は概ね６～8%で推移、1人当たりGDPは３倍に上昇した。2026年には貧困国に相当する「後発開発途上国」から脱する見通しとなった。一方で縫製業以外の産業育成が遅れて雇用機会が少なく、高等教育を受けた者の失業率は12%（2022年現在）、15～24歳の未就業・未就学者は約４割に達している。

### 通貨
通貨単位はタカ。レートは1米ドル＝83.28タカ（2018年2月7日時点）。

### 農業

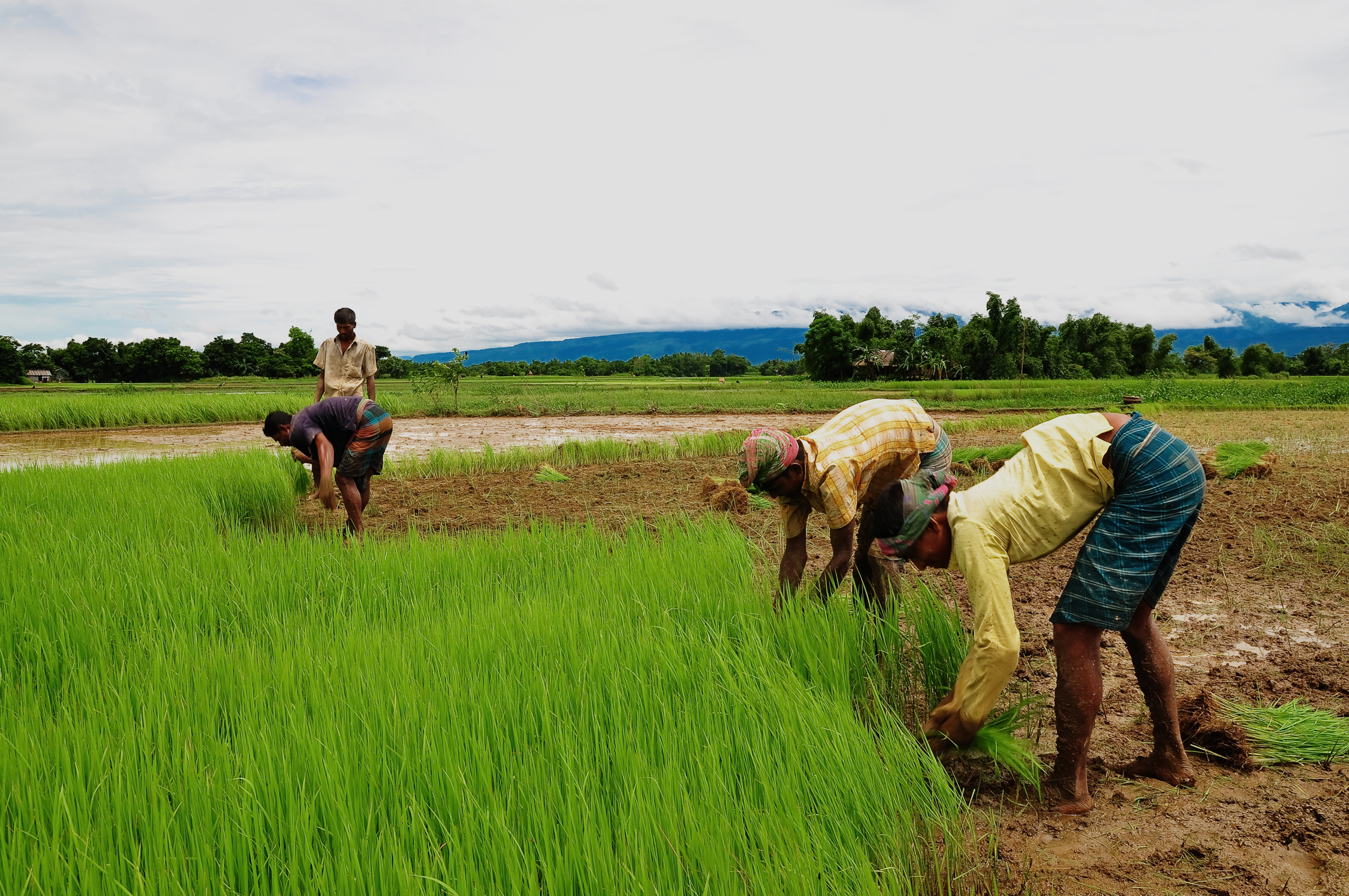
水田

人口の42.7%は農業に従事し、国民の7割以上が農村に住む。主要農産品はコメおよびジュート（コウマ・シマツナソ）、茶である。コメの生産量は世界第4位で、かつ生産量も年々微増している。国連食糧農業機関（FAO）によると穀物自給率は90%を超え、特に米に関しては消費量のほぼ全てを自給している。
バングラデシュの稲は雨季前半に栽培されるアウス稲、雨季後半に栽培され収穫の中心となっているアマン稲、乾季に栽培されるボロ稲の3種に分かれる。気候的に二期作や三期作も可能であるが、乾期にはガンジス川の水位が低下するため、行える地域は限られていた。しかし、井戸の普及や改良種の普及により、特に乾季のボロ稲の農業生産が大幅に拡大し、それにつれてアウス稲やアマン稲の生産も増加を示した。それによって、二期作や三期作の可能な地域も増加して米の生産量が大幅に増大した。これがバングラデシュにおける「緑の革命」といわれる農業生産の近代化促進である。緑の革命は国家政策として行われたが、緑の革命は農家の設備投資支出の増大を強いた。一方で生産量増大はその負担を埋めるまでにいたらないという問題を抱えている。
ジュートは農産品として最も重要な輸出品であるが、1980年代以降化学繊維に押され重要性は下がってきている。ジュートに次ぐ輸出農産品の紅茶は主に、紅茶の名産地として知られるインドのアッサム州に隣接する北部シレット地方において栽培されている。19世紀には藍の世界最大の産地であったが、化学染料の発明と普及により生産は激減した。

### 繊維工業

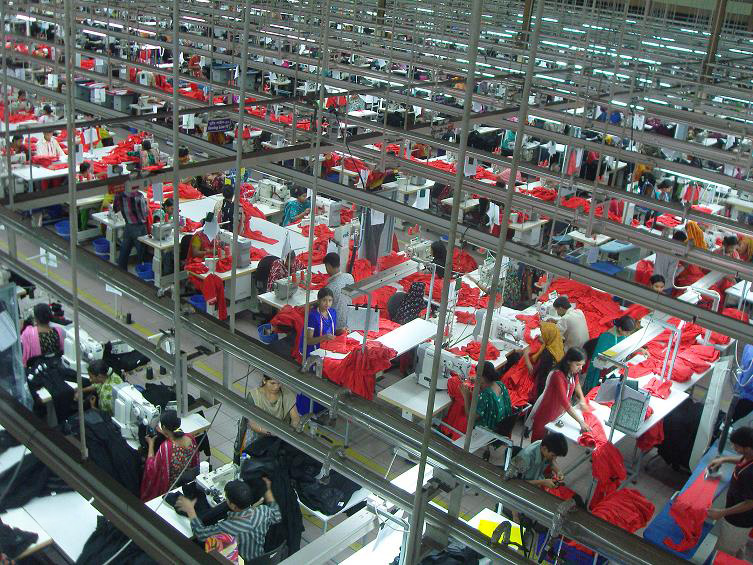
バングラデシュの服飾工場

バングラデシュの繊維工業の発展は経済成長によって繊維生産が不振になり始めた韓国や香港からの投資をきっかけに、1970年代に起こり始めた。近年では中国の労働コスト上昇に伴い、バングラデシュの廉価な労働コスト（月給が中国の1/3）が注目されており、繊維製品などの軽工業製品の輸出は増大している。これにより、ようやく軽工業が発展し経済発展を果たしている。現在、バングラデシュの輸出の80%は繊維製品によって占められている。チャイナ＋1の製造国として非常に注目を集めており、大手繊維メーカーなどの進出が多く行われており、バングラデシュ経済を担う一大産業となっている。

### 重工業
軽工業だけでなく、重工業も発展しつつある。日本の本田技研工業がオートバイ工場を建設したほか、廃船の解体から造船業が成長している。

### 鉱業
バングラデシュは鉱物資源に恵まれないが、人件費が安いことからチッタゴンには世界最大の船舶解体場があり、国内で使用される鉄の60%はここからのリサイクル品で賄うことができる。
唯一ともいえる地下資源が天然ガスで、1908年に発見される。その後、イギリスの統治時代にも開発が続けられ、独立以後は外国資本による生産分与方式（PS方式）で進められた。政府は1970年代より天然ガス資源の探査、生産を推進し、1984年のバクラバードガス田（チッタゴン）操業開始をはじめ、17のガス田を開発した。1997年には全国を23鉱区に分け、企業入札が実施された。2003年時点の採掘量は435千兆ジュール。2008年時点で12のガス田、53の井戸から日量13億立方フィートの生産可能となっている。ガス田はジョムナ川より東側に分布しており、パイプラインで輸送されている。現在ボグラ市まで達している。埋蔵量（『オイル・アンド・ガス・ジャーナル』2002年4月の記事）は、生産中及び確認・確定埋蔵量は、28.8兆立方フィート。アジア地域では、マレーシア80兆、インドネシア72兆に次ぐ埋蔵量。埋蔵量については種々の試算方式があり、それぞれに大きな開きがある。ガスの消費は発電で約50%、約40%が工場で、約10%が個人世帯・商業で利用されている。ガス管敷設距離の延長に伴い個人用消費が伸び、最近の10年間で年率10%を超えている。

### 労働力
雇用は貧しく40%が不完全な雇用である。産業別の労働人口比率は、2016年のデータで農業が42.7%、サービス業が36.9%、鉱工業が20.5%であり、近年の急速な繊維産業の成長により工業化が進む現在においても、未だ本質的には農業国である。しかし、貧富の差や農地面積に比して人口が多すぎるため、農地だけで充分な生計を立てられる世帯は4割程度に過ぎず、残りの6割は小作農や日雇い労働者として生計を立てている。近年ではグラミン銀行などが進めるマイクロ・クレジットの拡大や経済成長によって貧困層の一部に生活向上の兆しがあるものの、貧困は未だ深刻な問題となっている。
人件費が安いことから、船舶の解体や処分場など3Kの仕事を先進国から引き受けている。労働人口は（2021年）7,096万人である。

### 労働力輸出
バングラデシュの貿易収支は輸入品より輸出品のほうが少なく、常に大幅な赤字となっている。これを多少なりとも埋めるのが、外国へ出稼ぎに行った労働者たちの送金収入である。1997年には出稼ぎ労働者は総計40万人を超えた。出稼ぎ先はイスラム教国が多く、最大の出稼ぎ先はサウジアラビアで出稼ぎ労働者の3分の2を占め、クウェートやアラブ首長国連邦など他のペルシア湾岸産油国にも多く労働者が向かっている。東では、マレーシアやシンガポールに多い。日本にも約1万7千人の在日バングラデシュ人が存在する。

### NGO
首都のダッカなど都市部ではNGO、農村部ではグラミン銀行による貧困層への比較的低金利の融資を行なう事業（マイクロクレジット）が女性の自立と貧困の改善に大きな貢献をしたとして国際的に注目を集めている。2006年にはグラミン銀行と創設者で総帥のムハマド・ユヌスは「貧困層の経済的・社会的基盤の構築に対する貢献」を理由にノーベル平和賞を受賞し、バングラデシュ初のノーベル賞受賞者となった。また、2008年にはインターネット網が農村、学校などにまで広げられ、大々的にこれを祝った。NGO が多く存在する中でも筆頭がBRAC（Bangladessh Rural Advancement committee バングラデシュ農村向上委員会、通称ブラック）である。BRACは1972年設立、全ての県に事務所を置き、農村や都市の貧困層を対象に活動している。

## 交通

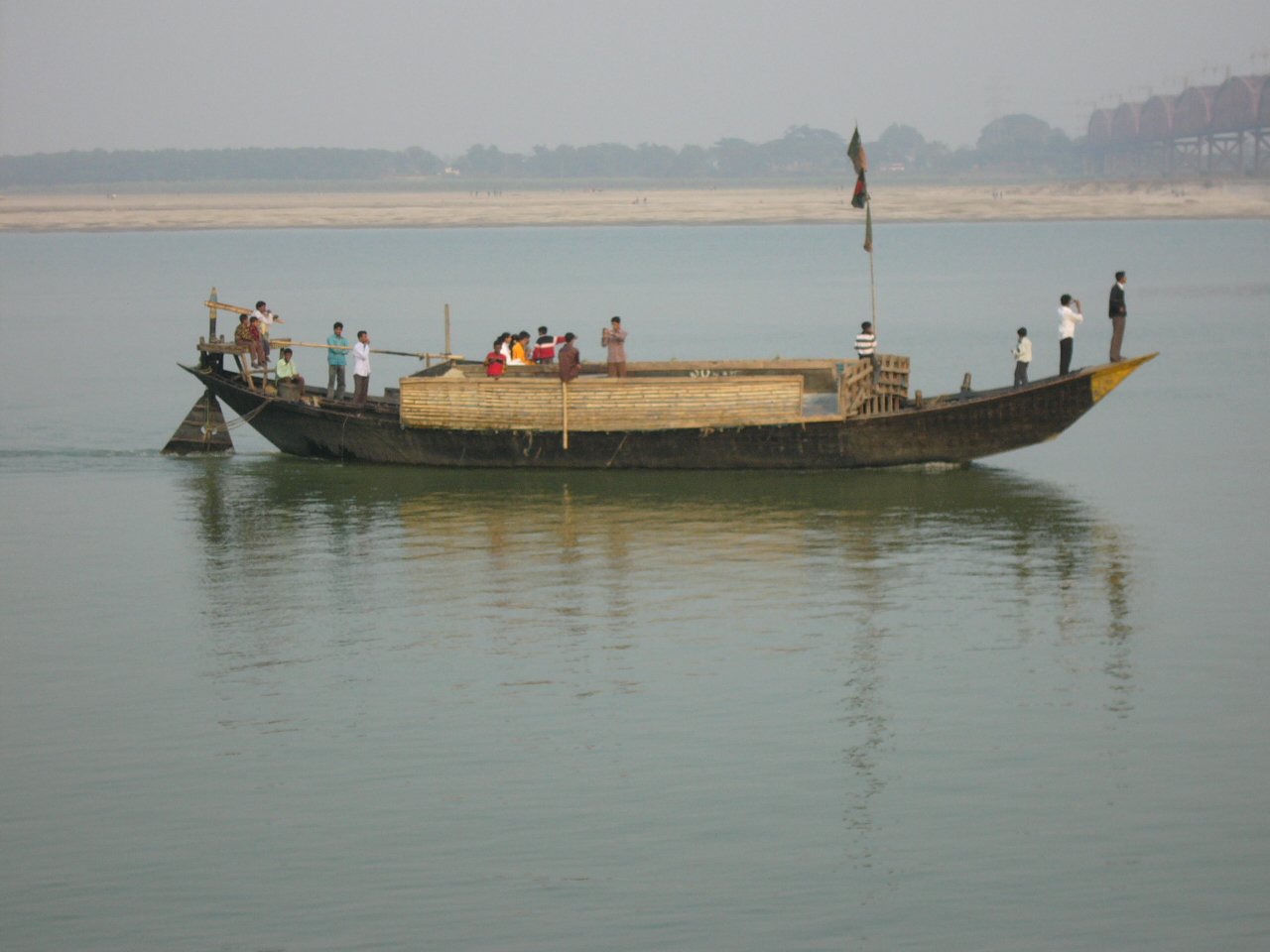
ボートは主要な交通機関

デルタ地帯にあり縦横に水路が張り巡らされている地形であるため、道路はあまり発達していない。代わりに、舟運の可能な水路は3800 kmに及び、バングラデシュの輸送に重要な位置を占めている。雨季と乾季では水位が違い、陸路と水路の利用に大きな差が出る。主要貿易港は海港である東部のチッタゴンである。他に海港としては西部のモングラ港（かつてのチャルナ港）が大きく、またダッカやボリシャル、ナラヨンゴンジなどには規模の大きな河川港がある。

### 道路
アジアハイウェイ1号線が北部からダッカを通って西部国境まで通じている。

### 鉄道
国営鉄道であるバングラデシュ鉄道によって運営され、総延長2706 km。ブラマプトラ川を境に軌間が違い、ブラマプトラ以西は1676 mmの広軌、ブラマプトラ以東（ダッカやチッタゴンも入る）は1000mmの狭軌である。広軌路線が884 km、狭軌路線が1822 kmである。

### 空運
空港はダッカのシャージャラル国際空港やチッタゴンのシャーアマーノト国際空港などがあり、シャージャラル国際空港に本拠を置く国営航空会社ビーマン・バングラデシュ航空などの航空会社が運行している。バンコク（タイ王国）、コルカタ（インド）との空路が主である。国内線はチッタゴン、ジョソール、シレットの空港があるが、不安定で、利用は少ない。

## 国民

### 人口
バングラデシュの人口は、2022年現在で1億6,630万人となっている。さらにシンガポールやバーレーンなどの面積の小さい国を除き、世界で最も人口密度の高い国である。1平方kmあたりの人口は2012年時点で1,173人であり、しばしばインドネシアのジャワ島と比較される。ただし山地が少なく耕作可能面積率が非常に高いことから、可住面積を考慮した実質人口密度では、韓国、台湾、マレーシア、エジプトの方が高いと言える。
人口爆発が社会問題となり、政府は1992年より"人口調節"を推進し人口の増加を抑えようとしており、一定の成果を上げつつある。1992年に4.18あった合計特殊出生率は、2001年には2.56に、2011年には2.11まで低下している。人口増加率は独立当初3.4%（1975年）だったが、2.02%（1995年）、2.056%（2007年）、1.26%（2009年）と急激に減少してきている。近年は、南アジア地域においても人口増加率は最低水準にある。とはいえ、2023年時点で20代以降の年齢別人口構成はピラミッド型をとっているため若年人口層はいまだ厚く、1990年代以降に迎えた生産年齢人口（15～64 歳）比率が上昇する人口ボーナス期は2040年代前半まで続くとみられる。

### 国民
ベンガル人が人口の99パーセントを占める。そのほかチャクマ人、マルマ人、サンタル人、ムロ人、タンチャンギャ人、ボム人、トリプリ人、ハシ人、フミ人、クキ人、ガロ人、ビシュヌプリヤ人など、アーディヴァーシーと呼ばれる先住民族が存在する。チッタゴン丘陵地帯では1975年から1997年まで、そうした先住民族の自治を求める運動から政情不安が続いた。1997年に和平協定が調印されて以降も、武装解除は進んでいない。ウルドゥー語を母語とする「立ち往生したパキスタン人」 (Stranded Pakistanis) と呼ばれる人々には、2008年にバングラデシュ国籍が最高裁判所から付与された。また、2017年以降、ロヒンギャを70万人以上受け入れており、世界最大の難民受け入れ国のひとつとなっている。

### 言語
ベンガル語が公用語である。文字はデーヴァナーガリーに似たベンガル文字を用いる。ベンガル語に加え、英語も官公庁や教育機関で使用されており事実上の公用語である。住民はベンガル語話者であるベンガル人がほとんどで、人口の98%を占めている。その他に、ウルドゥー語を話す、ビハール州などインド各地を出身とする非ベンガル人ムスリムが2%を占める。他に、南東部のチッタゴン丘陵地帯にはジュマと総称される10以上のモンゴロイド系先住民族が存在する。ジュマの総人口は100万人から150万人とされる。

### 宗教

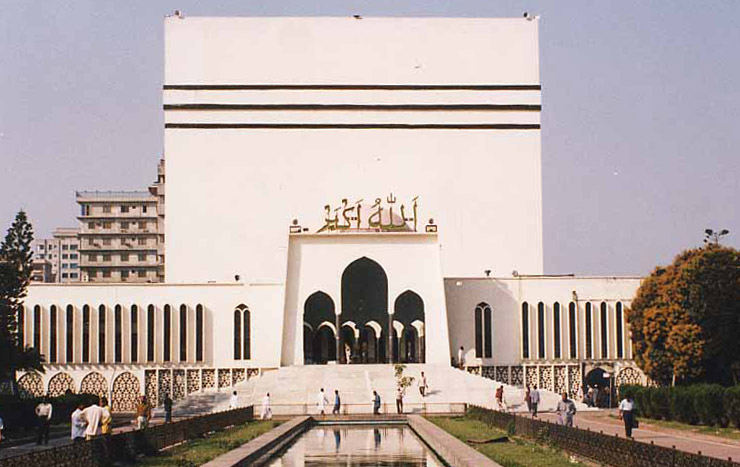
イスラム教のバイトゥル・ムカロム

イスラム教が89.7%、ヒンドゥー教が9.2%、その他が1%である。その他の宗教には仏教、キリスト教などが含まれる。バングラデシュはイスラム教徒が多数派であるが、ヒンドゥー教徒の人口割合もかなり高く、両者はおおむね平和的に共存している。また、パハルプールの仏教寺院遺跡群に見られるように、以前は、仏教が大いに栄えていたため、現在でも、一部の地域では、仏教が信仰されている。どの宗教を信仰しているかという点も重要だが、それ以上に、同じベンガル民族であるという意識の方が重要視され、両者は尊重しあっている。このような意識はインド側の西ベンガル州でも同様に見られる。

### 婚姻
婚姻時に改姓する女性（夫婦同姓）もいれば、そうしない女性（夫婦別姓）もいる。

### 教育
1990年代に確立した現在の教育制度は初等教育（小学校）5年、中等教育（中学校）5年（前期3年、中期2年）、後期中等教育（高校）2年の5-5-2制である。初等教育及び中等教育は毎年行われる学年末試験に合格しないと進級できない。8年生（中等教育前期3年）を修了すると文科系と理科系、商業系に進路が振り分けられる。また10年生（中等教育中期2年）を修了した者は1回目の国家統一試験SSC（Secondary School Certificate）が受験でき、合格すると後期高等教育への入学資格が取得できる。ここで2年間教育を受け修了した者は、2回目の国家統一試験HSC（Higher Secondary Certificate）を受験でき、これに合格すると大学入学資格が取得できる。この二つの試験の試験成績は履歴書に一生書かなければならず人生を大きく左右するため、現在のバングラデシュは超学歴社会となっている。
識字率は2020年時点で74.9%（男性77.8%：女性72%）とやや低めである。。義務教育は小学校5年のみである。就学率は2015年には97.7%である、しかし修了率は78%ほどである。

### 保健

#### 衛生状態
国民の大多数は土地を所有せず、あるいは洪水の危険が高い低湿地に住んでおり、衛生状態は極めて悪い。このため、水を媒介として、コレラや赤痢といった感染症の流行が度々発生している。こうした状況を改善するため、国際機関が活動を行っている。特に飲用水の衛生状態の改善のため、井戸の整備を独立後に進めてきたが、多くの井戸が元来地層中に存在したヒ素に高濃度に汚染され、新たな問題となっている。全土の44%、5300万人が発癌を含むヒ素中毒の危険に晒されていると考えられている。
また、国内の食品産業においては慣行的かつ不衛生な環境下で食肉処理、食品処理が行われている。加えてレストランや路上店の不衛生な調理が重なり、食中毒や栄養不良を招く原因の一つとなっている。2020年時点においても年間3万5000人以上が下痢により死亡しているとする推計がある。

#### 風土病
数は多くないものの、身体から木のような疣が生える『疣贅状表皮発育異常症』を発症する患者の多くがバングラデシュ人であることから、風土病の一種であると考えられている。

## 治安
バングラデシュでは治安当局による犯罪統計は公表されているものの、新聞などの公開情報では連日のように凶悪事件が起きており、特に銃器を使用した殺人ならびに強盗事件及び違法銃器の押収に関する事件の発生を報道していることから、実際には統計件数以上の犯罪が発生しているものと推測されている。
傍ら、薬物犯罪も発生しており、ヤーバー（Ya ba，「狂薬」の意）と呼称される、メタンフェタミンとカフェインの成分混合の覚醒剤による薬物汚染が問題視されている。
それに伴い、2018年から同国では麻薬撲滅キャンペーンが開始され、現在も継続されている。
テロリズム関連の犯罪事件情報においては2016年のダッカ・レストラン襲撃人質テロ事件発生以降、同国の治安当局による大規模かつ集中的な捜査や警備強化もあり、外国人の被害を伴う新たなテロ事件は発生していない。
一方、首都のダッカにおいては2019年4月に発生したスリランカ連続爆破テロ事件以降、バングラデシュの警察官などを標的とする爆弾テロ事件が複数回発生しており、治安当局によるテロ組織の掃討作戦も継続して実施されていることから、同国を訪れる海外からの人間には引き続き警戒が必要とされている。
特に宗教関連の祝祭日やイベントなどについては一層の注意が欠かせない状況となっている。

### 法執行機関

#### 警察
バングラデシュ警察は内務省の管轄下にある。
同警察は警察総監（IGP）の指揮下で活動しており、いくつかの部隊に編成されている。

## マスコミ
同国のメディアは、政府系メディアと民間系メディアが混在している状態となっており、憲法上では報道の自由と表現の自由を保証しているとされているが国境なき記者団などの機関によれば、その順位は2018年時点で146位に低下している。

## 文化

### 食文化
食文化としては大量にとれる米を主食としている。国際連合食糧農業機関の2011年発表の統計によれば、1人あたりの1日の米の消費量は世界一である。ガンジス川流域や海岸、汽水域などで大量にとれる魚も重要な蛋白源となっている。

### 文学

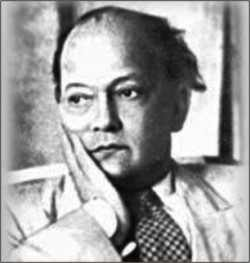
サイード・ムジタバ・アリー

ベンガル文学には2000年の伝統がある。かつてはスーフィズムが、多くのムスリム作家の発想の源となった。中世のベンガル・スルターン朝時代には、アラビア文学やペルシア文学の影響をうけ、また代々のスルターンもベンガル文学を保護した。その時代の作家として、マラダール・バス、ビプラダス・ピピライ、ヴィジャイ・グプタが挙げられる。また、サイード・アラオールなどの吟遊詩人も活躍した。近代に入ると、ベンガル・ルネサンス運動が小説、短編小説、SF小説などの近代ベンガル文学の形成を促した。ラビンドラナート・タゴールは欧州以外ではじめてノーベル文学賞を受賞した作家で、「ベンガルのシェイクスピア」と形容される。カジ・ノズルル・イスラムは、植民地主義やファシズムに立ち向かう反乱を支持した革命詩人であった。ベーグム・ロキヤは、バングラデシュにおけるフェミニスト作家の草分けと考えられている。そのほか、マイケル・マドフスダン・ダットーやサラート・チャンドラ・チャットパディアイもベンガル・ルネサンス運動の象徴となっている。サイード・ムジタバ・アリーはそのコスモポリタンな世界観で、ジャシムッディーンは田園詩人として知られる。20世紀に入ると、シャムシュル・ラーマンとアル・マームドがベンガル詩人の双璧をなした。そのほか、近代バングラデシュの主立った詩人として、ファッルーク・アーメド、スフィア・カマル、サイード・アリー・アフサン、アフサン・ハビーブ、アブール・フサイン、ショヒド・カドリ、ファーザール・シャハブッディーン、アブー・ザファル・オバイドゥッラー、オマール・アリー、アリー・ムジャヒーディー、サイード・シャムスール・フーク、ニルモレンドゥ・グン、アビード・アザド、ハサン・ハフィズール・ラーマン、アブドゥル・ハイエ・シクデルが挙げられる。独立後の作家としてはアーメド・ソファが代表的な存在で、フマーユーン・アーメドはマジックリアリズムやSFの分野で人気作家となった。小説家としてはムシャラフ・フサイン、アフテルッザーマーン・エリアス、アラウッディーン・アル・アザド、シャヒドゥール・ザーヒル、ラシード・カリーム、マフムドゥル・ハク、ショイヨド・ワリウッラー、シャヒドゥッラー・カイザー、シャウカト・オスマン、セリナ・フセイン、シャヒード・アリー、ラジア・カーン、アニスル・ハク、アブドゥル・マナン・サイードがいる。
バングラ・アカデミー主催のエクシー・ブック・フェアやダッカ文学祭は、南アジア有数の規模の文学祭である。

### 音楽

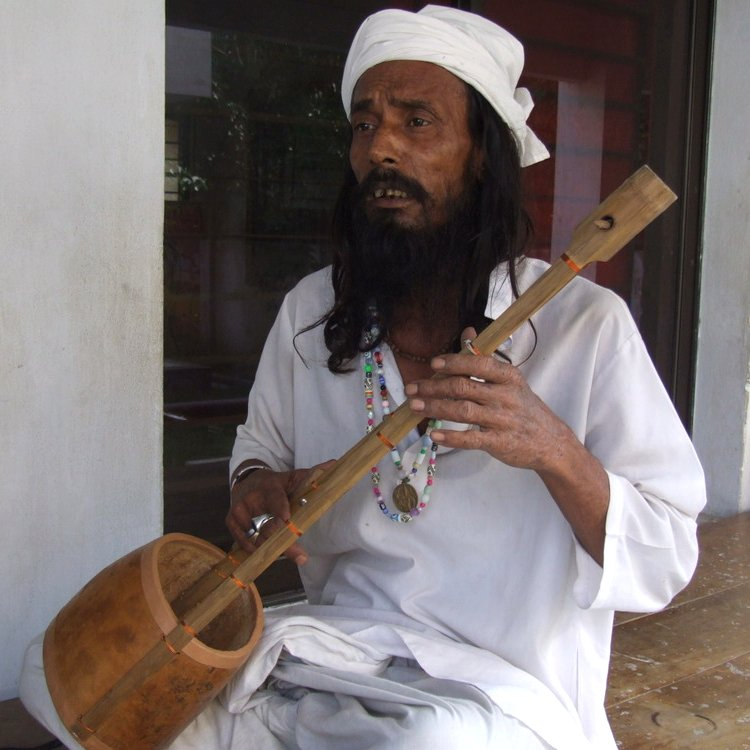
エクタラを手にバウルを歌う男性。ラロン・シャハを祀るクシュティアの寺院にて

バングラデシュの音楽は、国際連合教育科学文化機関 (UNESCO) の世界無形遺産に登録されているバウルの伝統を継いでいる。バウルは18世紀にフォキル・ラロン・シャハがベンガル地方に広めて以降、ベンガルを代表する音楽ジャンルとなってきた。そのほか、ゴンビラ、バティアリ、バワイヤなど、歌詞をベースとする伝統音楽が各地に残っている。伝統楽器にはエクタラという一弦琴のほか、ドタラ（二弦琴）、ドール（太鼓）、タブラ（太鼓）などがある。ラビンドラナート・タゴールが作詞・作曲した楽曲はタゴール・ソングス、カジ・ノズルル・イスラムが作詞・作曲した楽曲はノズルル・サンギートと呼ばれる。ポピュラー音楽では、1990年代にサビーナ・ヤスミンやルナ・ライラといった女性歌手が一世を風靡した。アユーブ・バクチュやジェームズは、国内におけるロック音楽の普及に貢献してきた。

### 映画

1967年の映画『太守シラージュウッダウラ』で、最後のベンガル太守シラージュ・ウッダウラを演じるアンワール・フセイン

バングラデシュの映画は「ダリーウッド」(ベンガル語: ঢালিউড )として知られている。ダリーウッドとは、「ダッカ」と「ハリウッド」を組み合わせた鞄語である。
バングラデシュの映画史は、ダッカのクラウン・シアターで初めて映画が上映された1898年にはじまる。1920年代から1930年代には、ダッカのナワーブ家が数本のサイレント映画の制作を支援した。1931年には、東ベンガル映画協会がバングラデシュ初のノーカット長編映画 Last Kiss を封切りした。東パキスタン初の長編映画は Mukh O Mukhosh で、1956年に封切りされた。1960年代には、ダッカで年間25本から30本の映画が制作されていたが、2000年代までにその数はバングラデシュ国内全体で80本から100本に増加した。国内の映画産業は商業的な成功から縁遠い状況が続いてきたが、有名な独立系の制作会社を生んできた。ザヒール・ライハンは卓越したドキュメンタリー作家であったが、1971年に暗殺された。タレク・マスードは、バングラデシュを代表する映画監督のひとりとされている。そのほか、主要な国内の映画監督としてタンビール・モカメル、ムスタファ・サルワール・ファルーキー、フマーユーン・アーメド、アラムギル・カビール、チャシ・ナズルール・イスラーム、ソハヌール・ラーマン・ソーハーンがいる。ソーハーンはロマンス映画の監督として国内で最もよく知られた人物で、1999年の作品 Ananta Bhalobasha はスター俳優のシャキーブ・カーンのデビュー作となった。

### 美術

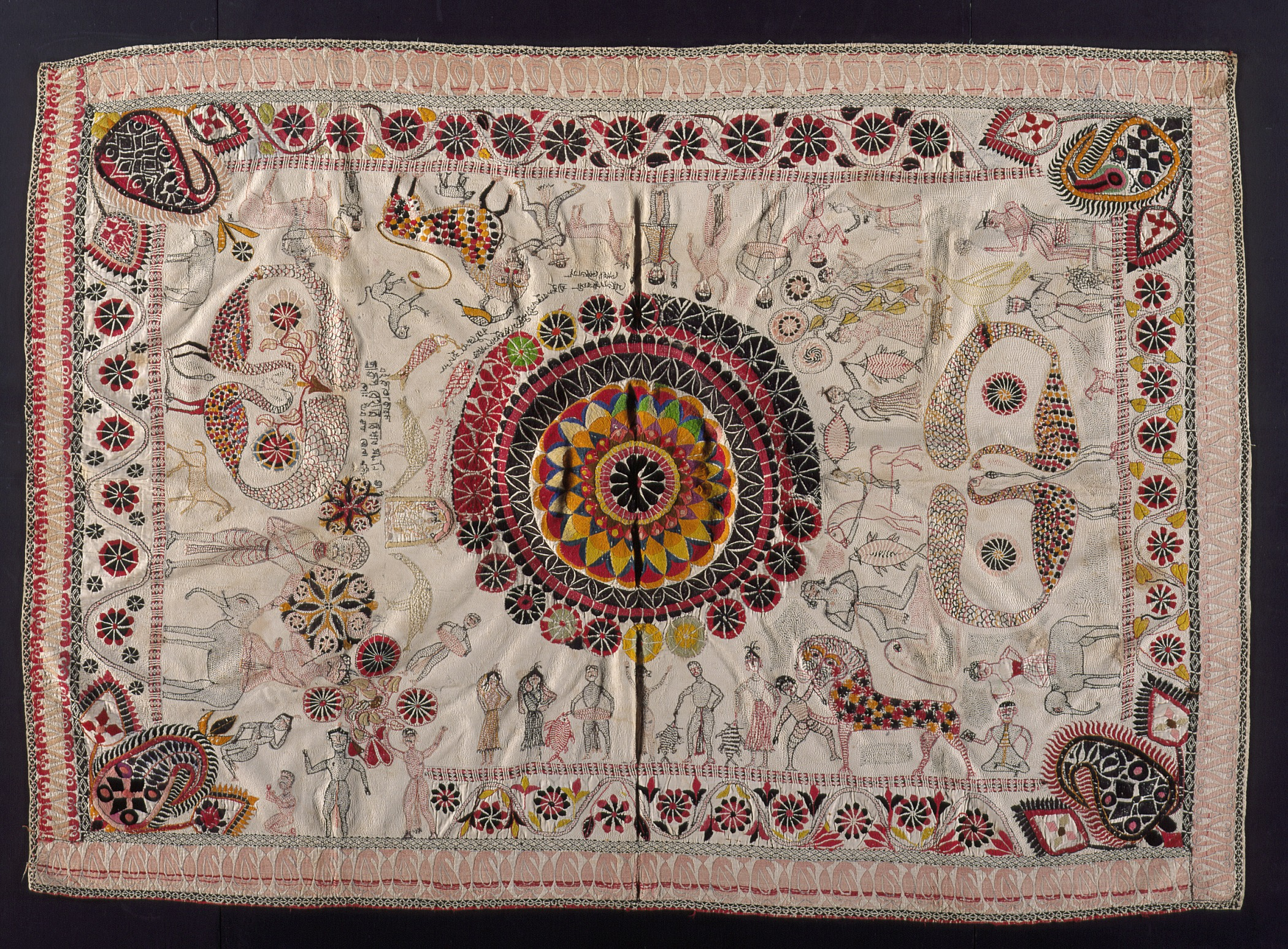
ベンガル地方の伝統的な刺繍であるナクシ・カンタ刺繍のキルト

バングラデシュにおける芸術の歴史は紀元前3世紀、この地域でつくられたテラコッタの彫刻にさかのぼる。古典期にはパーラ朝やセーナ朝のもと、ヒンドゥー教やジャイナ教、仏教の宗教彫刻が開花した。14世紀になると、イスラーム美術が現れた。ムガル帝国期には、上質なモスリンのジャムダニ織りが伝統工芸として最も注目された。これはイランのボテ文様や西洋のペイズリーに似た文様で、ダッカの職工は帝国の庇護を受けていた。今日、ジャムダニ織りは国際連合教育科学文化機関 (UNESCO) の世界無形遺産に登録されている。ムガル美術ではまた、象牙や黄銅も広く使われた。
近代美術運動はザイヌル・アベディンが先駆的な作品を発表しはじめた1950年代にはじまり、西ベンガルの美術運動とは異なる、東ベンガル独特のモダンな絵画や彫刻の伝統が発展した。今日ではアート・インスティテュート・ダッカが、この地方における絵画の一大中心地となっている。
近代バングラデシュの主要な画家として、SM・スルターン、ムハンマド・キブリア、シャハブッディーン・アーメド、カナク・チャンパ・チャクマ、カーフィル・アーメド、サイフッディーン・アーメド、カイユーム・チョードリー、ラシード・チョードリー、カムルル・ハサン、ラフィクン・ナビ、サイード・ジャハーンギールなどが挙げられる。ノヴェラ・アーメドやニトゥン・クンドゥは、バングラデシュにおけるモダニズム彫刻のパイオニアとなった。
近年では、写真も芸術の一分野として人気となってきた。2年に一度開催されるチョビ・メラ国際写真祭は、アジア最大級の写真祭である。

### 建築

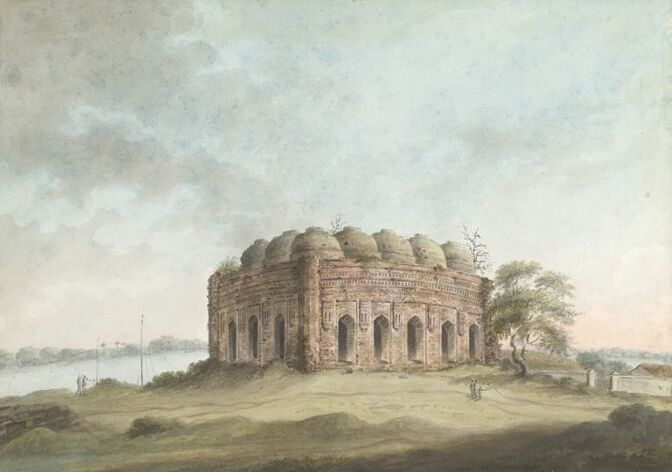
ベンガル様式の15世紀のモスク

バングラデシュの建築文化には、2500年の伝統がある。ベンガル地方の建築はテラコッタの使用を大きな特徴とするが、先イスラーム時代の建築は、パーラ朝時代にその頂点を迎えた。その後はベンガル・スルターン朝のもとイスラーム建築が発展したが、ここでも土着のテラコッタ様式が中世のモスク建築に影響を与えた。
シャイト・ゴンブス・モスクはバングラデシュ最大の中世モスクで、テュルク・ベンガル建築の好例である。ベンガル地方がムガル帝国の一州となると、ムガル建築が従来の建築様式に取って代わり、都市部の住宅開発などにも影響を与えた。カンタナガル寺院やダケシュワリ寺院は、中世後期のヒンドゥー寺院建築の傑作である。イギリス植民地時代には、インド・イスラム様式から発展したインド・サラセン・リバイバル様式が流行し、アフサン・マンジル、タジハト・パレス、ディガパティア・パレス、プティア・ラージバーリー、ナトレ・ラージバーリーといった数多くの大邸宅が、各地のザミーンダールによって競うように建設された。
バンガローはもともと、ベンガル地方のヴァナキュラー建築であった。農村部の家屋は泥やわら、木材、竹でつくられ、草で葺いたものが一般的である。
ムザルル・イスラームは近代バングラデシュの草分け的な建築家で、その作品群は国内における近代建築の方向性を決定づけた。イスラームはまた、ルイス・I・カーン、リチャード・ノイトラ、スタンリー・タイガーマン、ポール・ラドルフ、ロバート・バフィー、コンスタンティノス・ドキシアディスといった世界的な建築家をバングラデシュに招聘した。ルイス・カーンは、シャー＝エ＝バングラ・ナガールにある国会議事堂の設計を担当した。

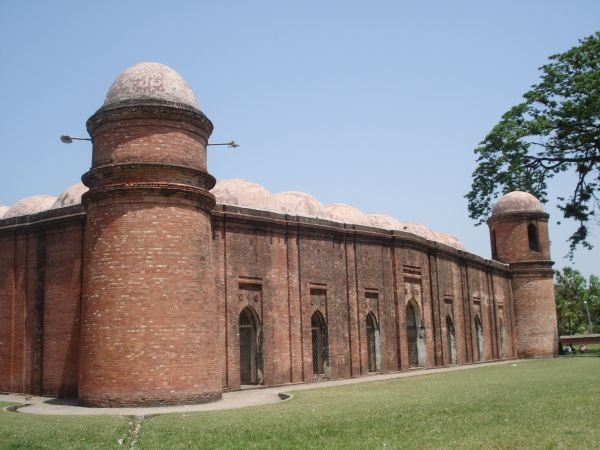
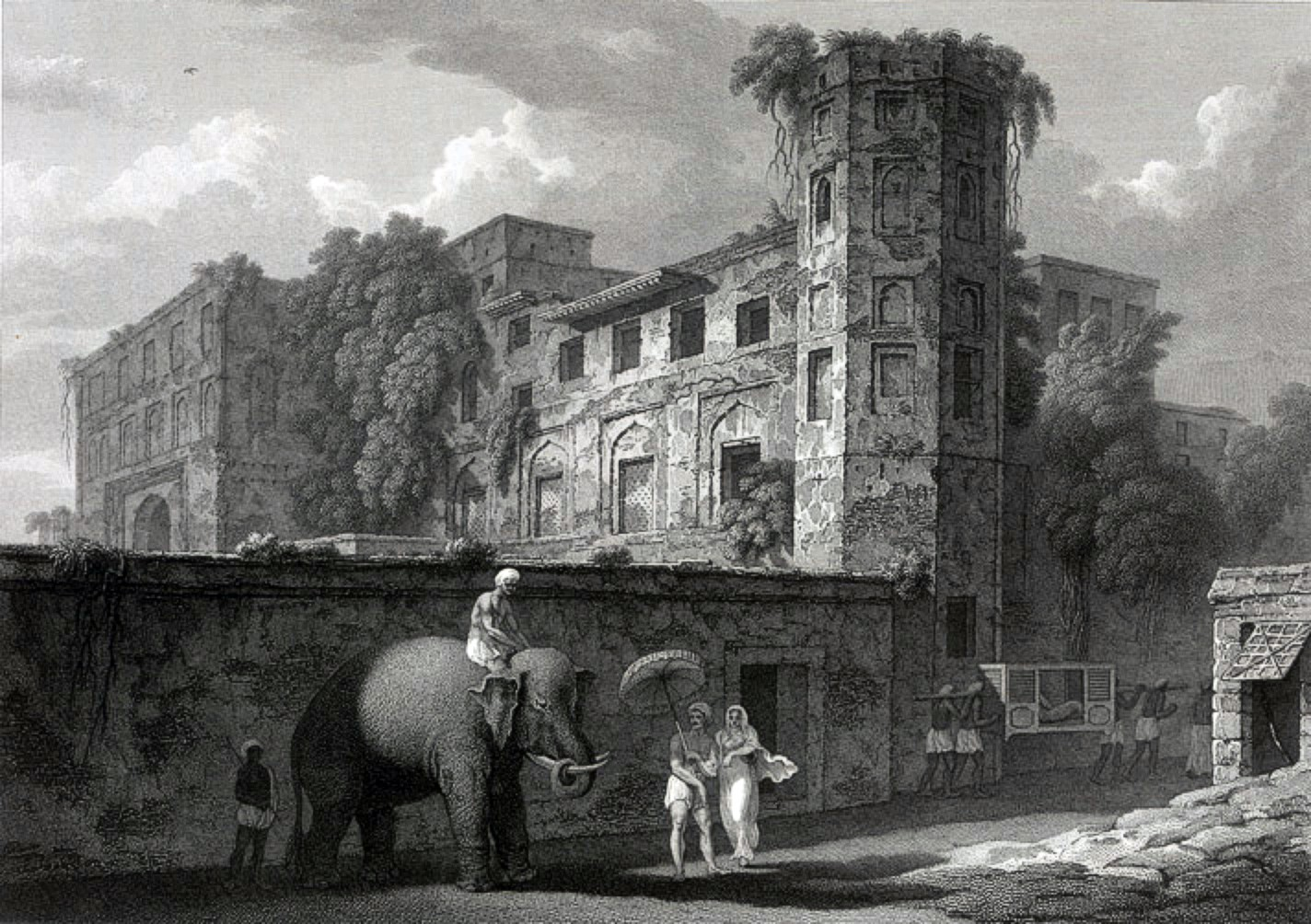
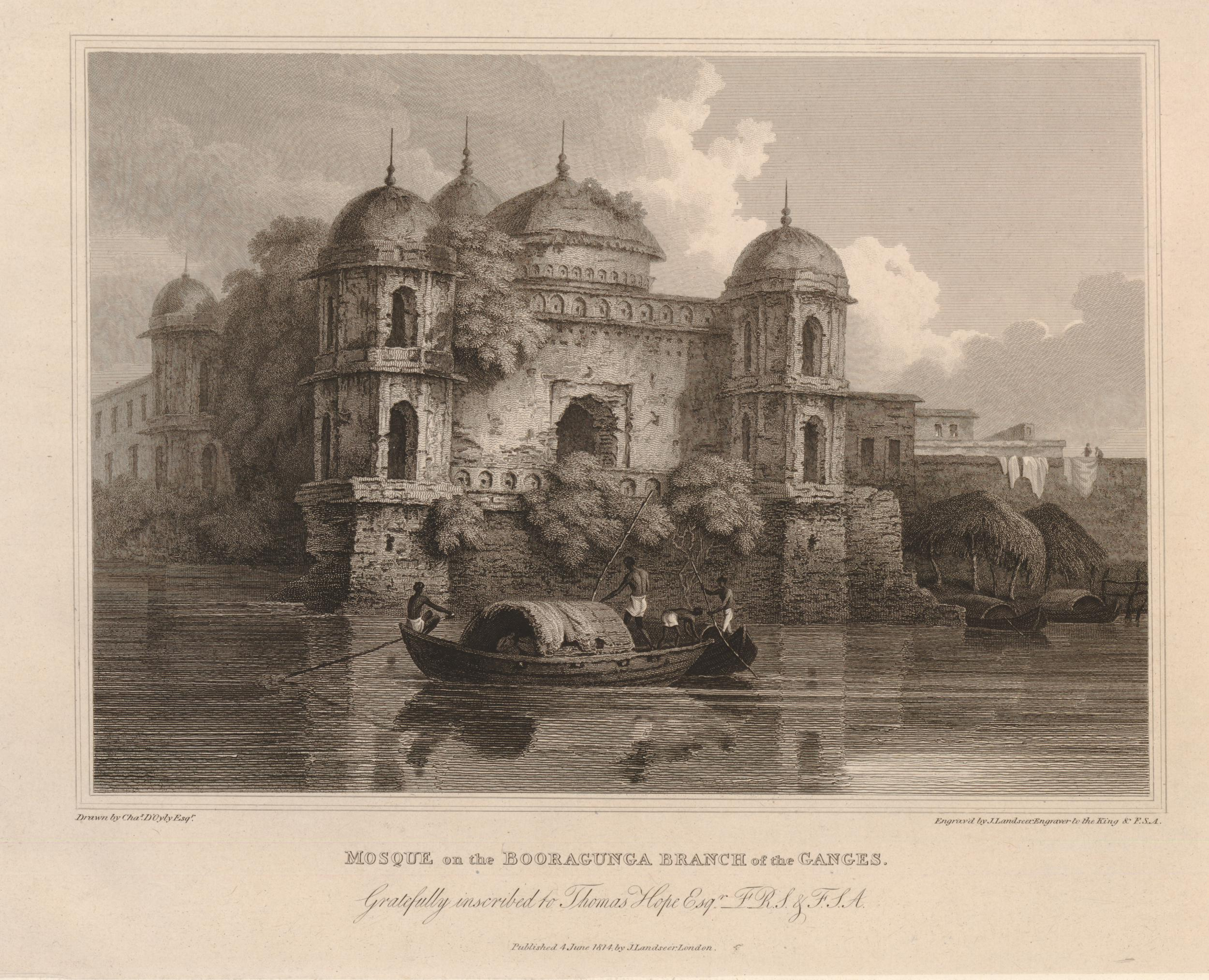
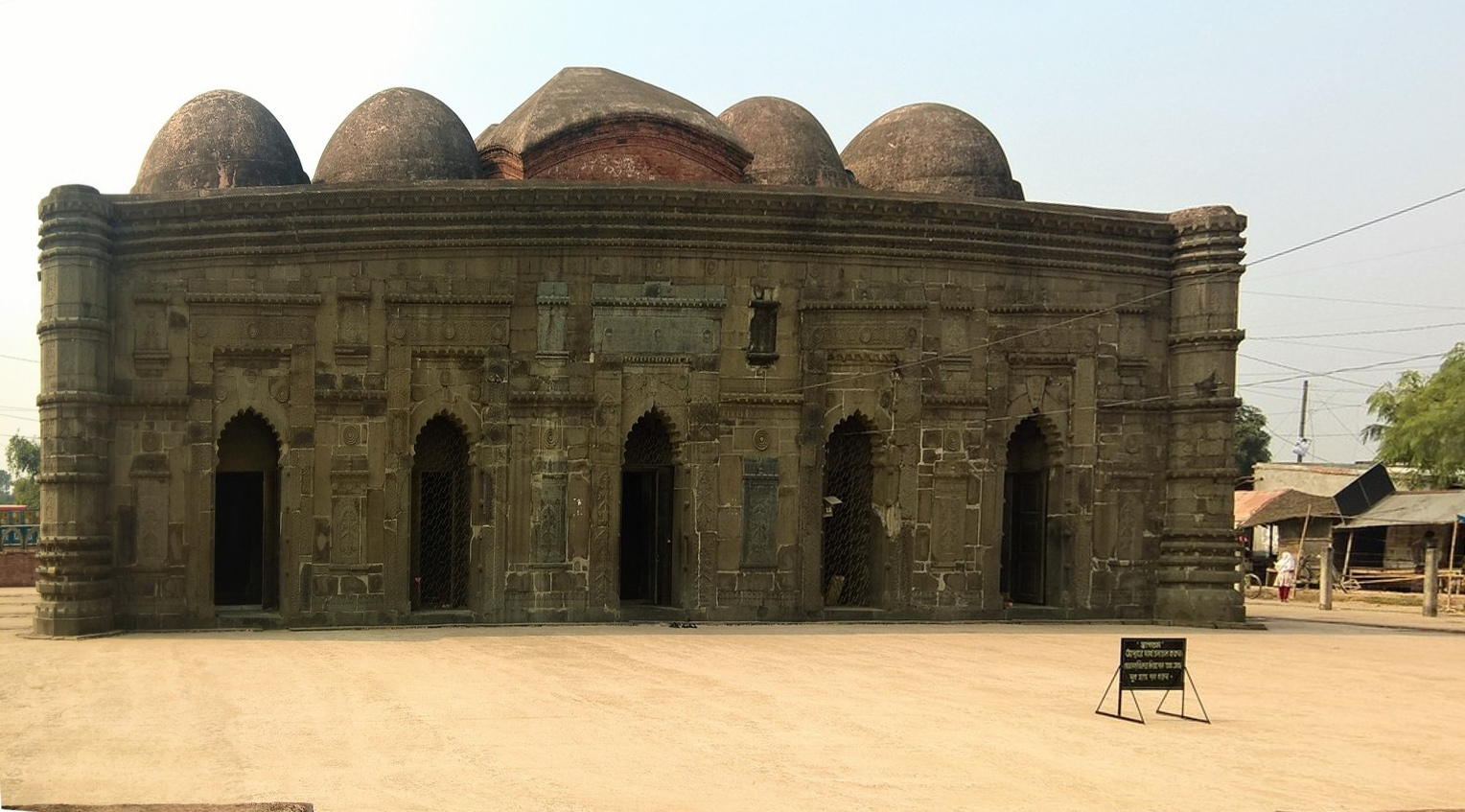
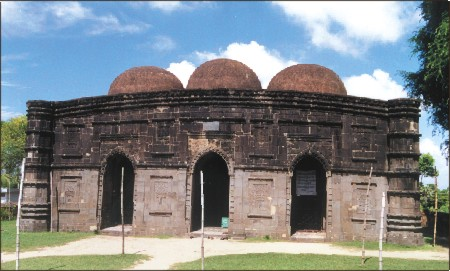
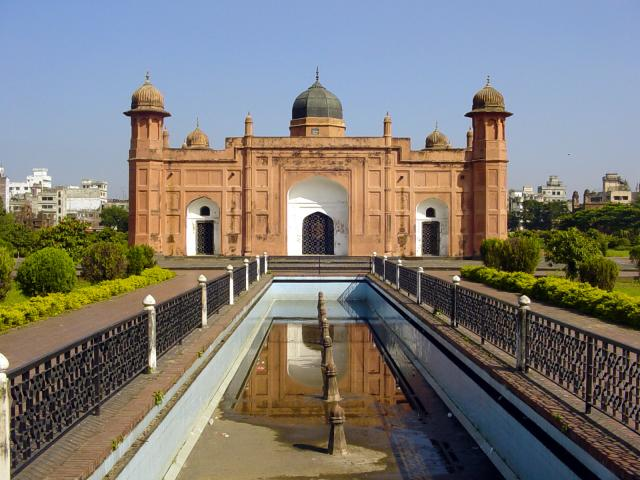
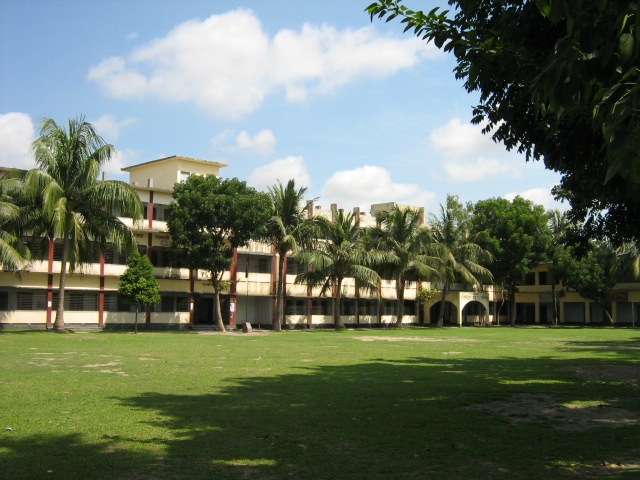
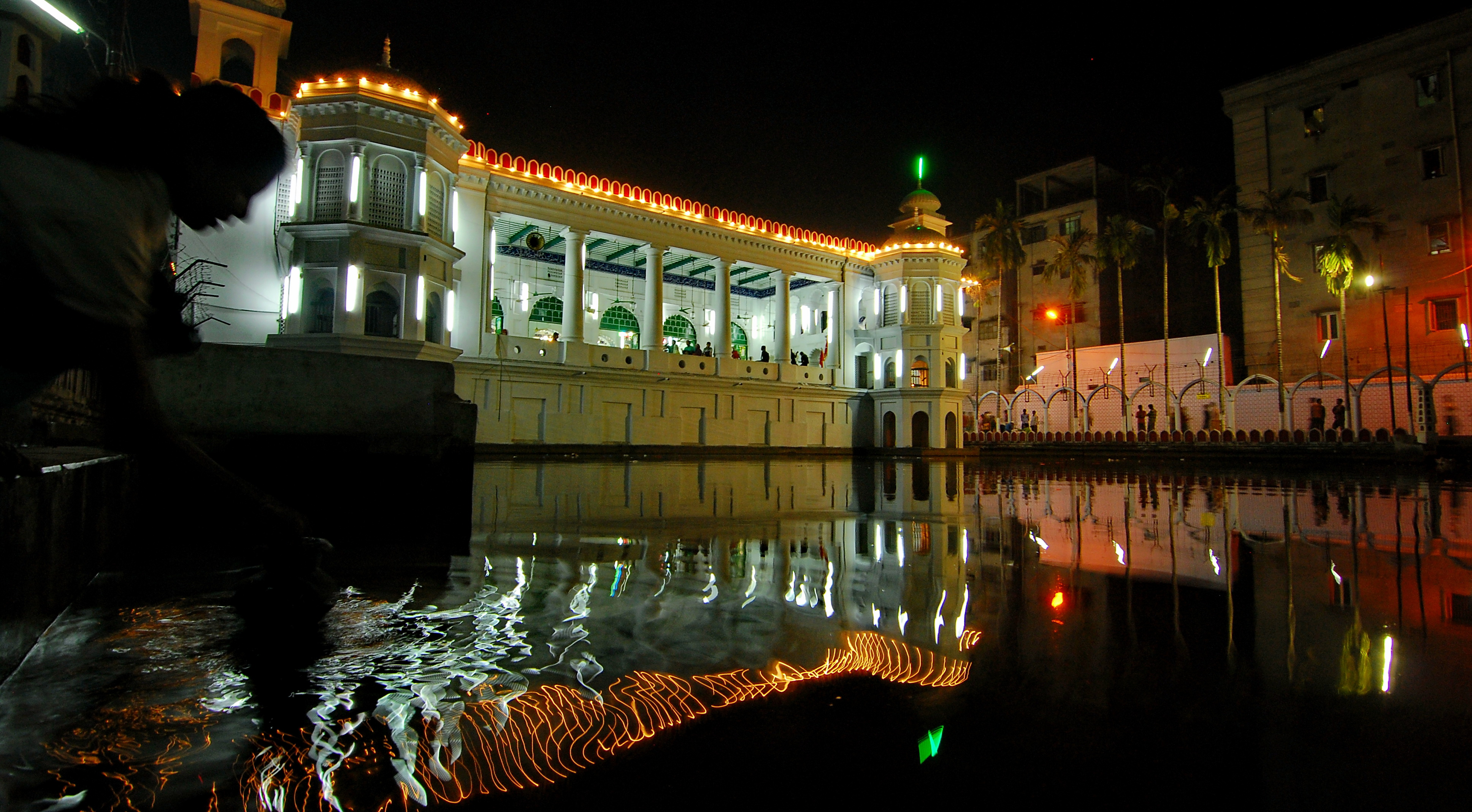
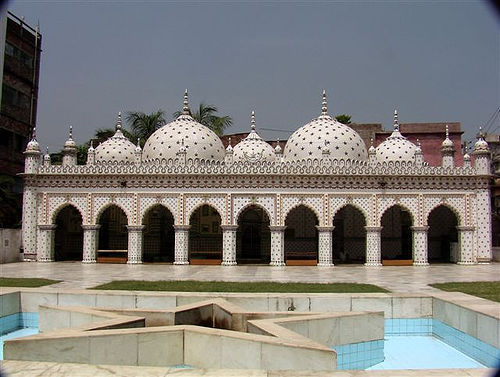
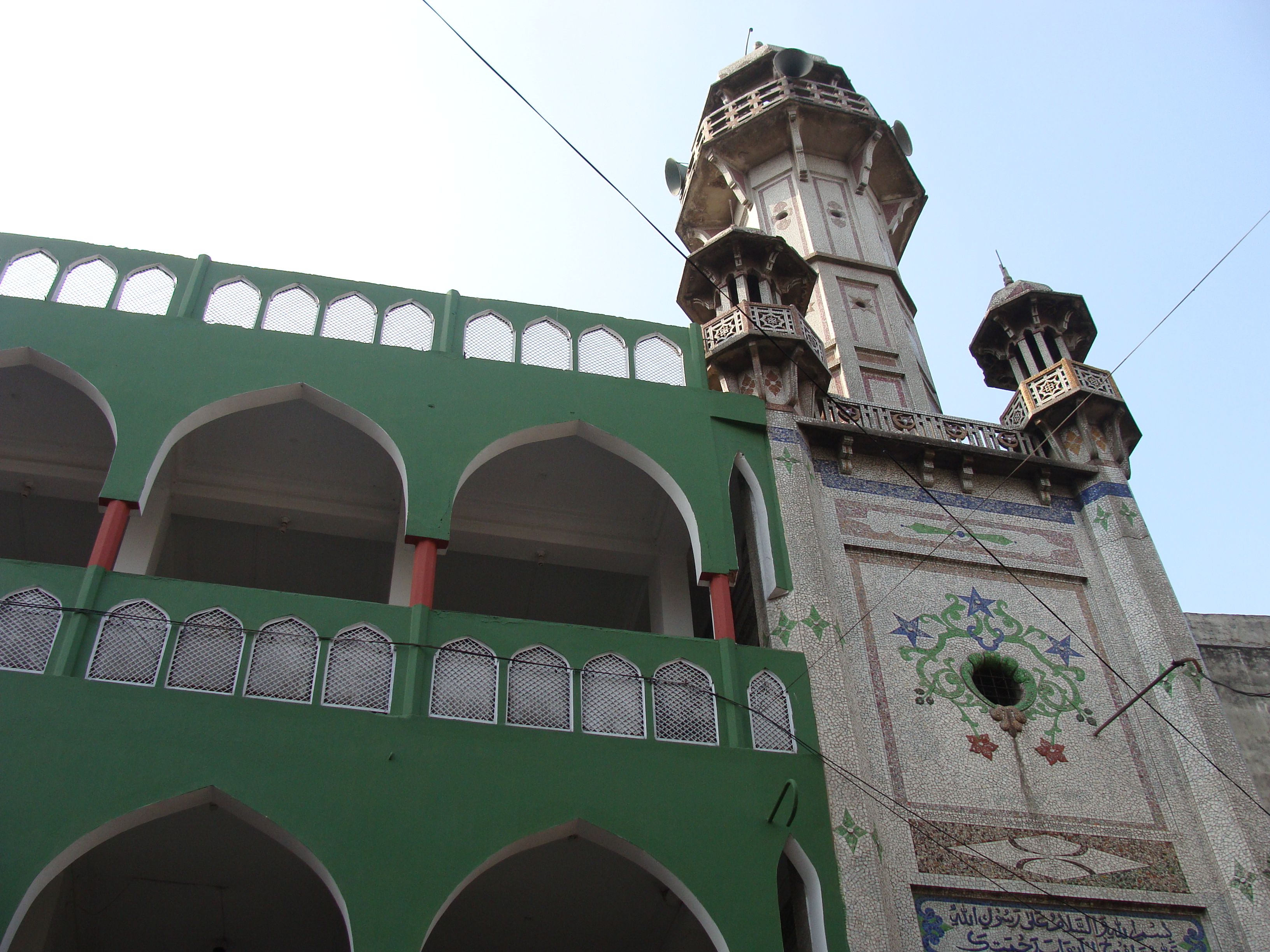
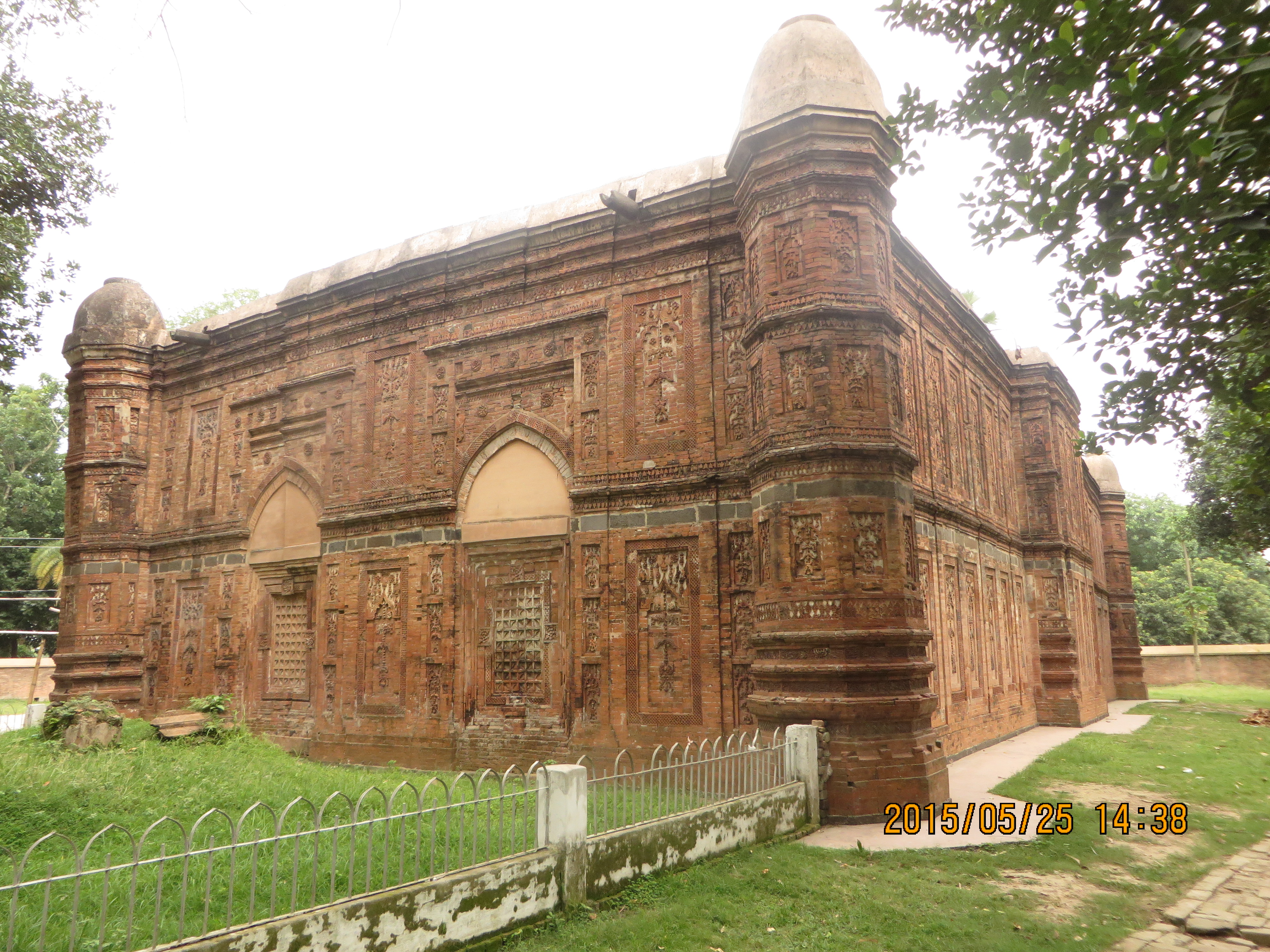

バングラデシュのイスラーム建築:

### 世界遺産
バングラデシュ国内には、ユネスコの世界遺産リストに登録された文化遺産が2件、自然遺産が1件存在する。

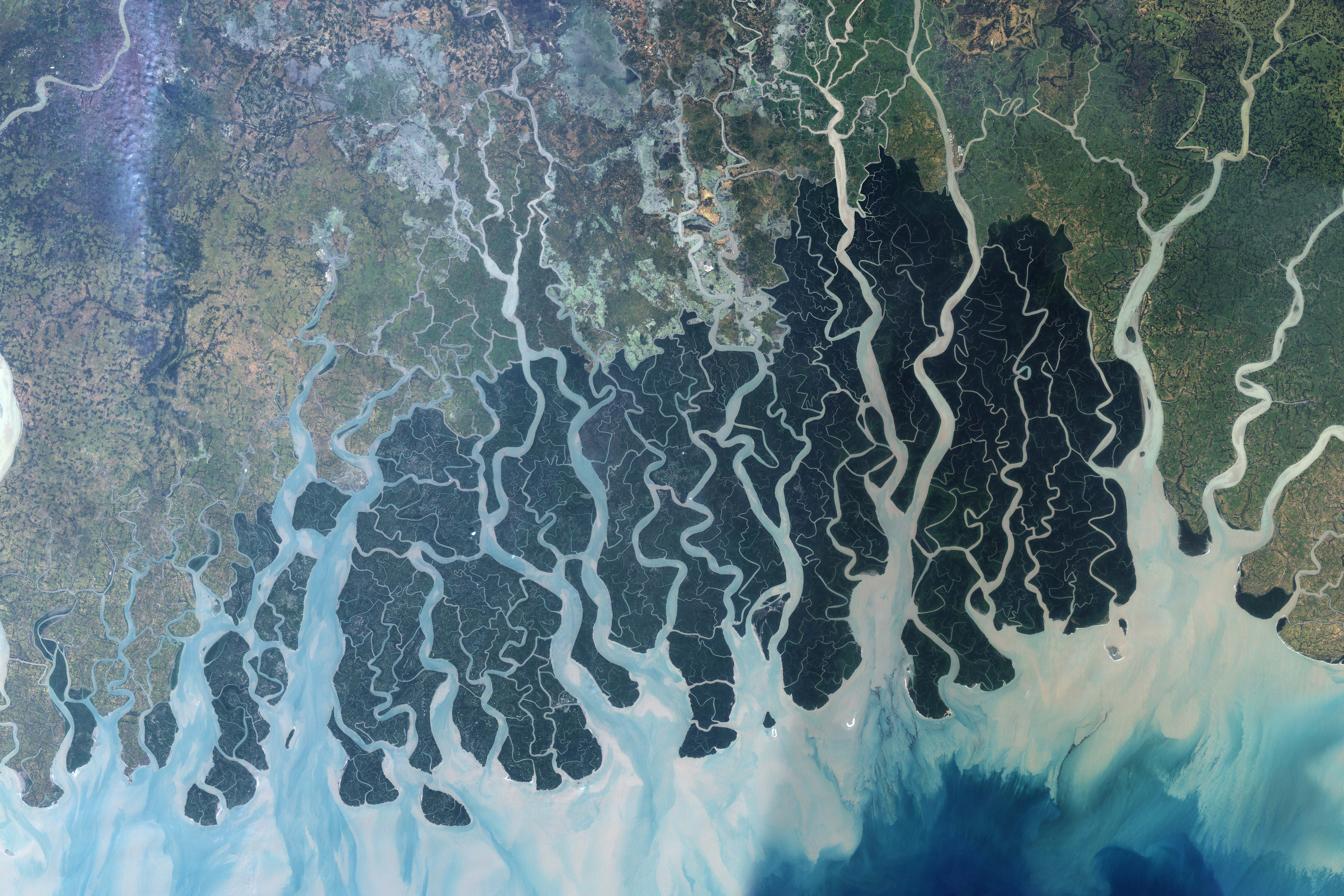
シュンドルボン
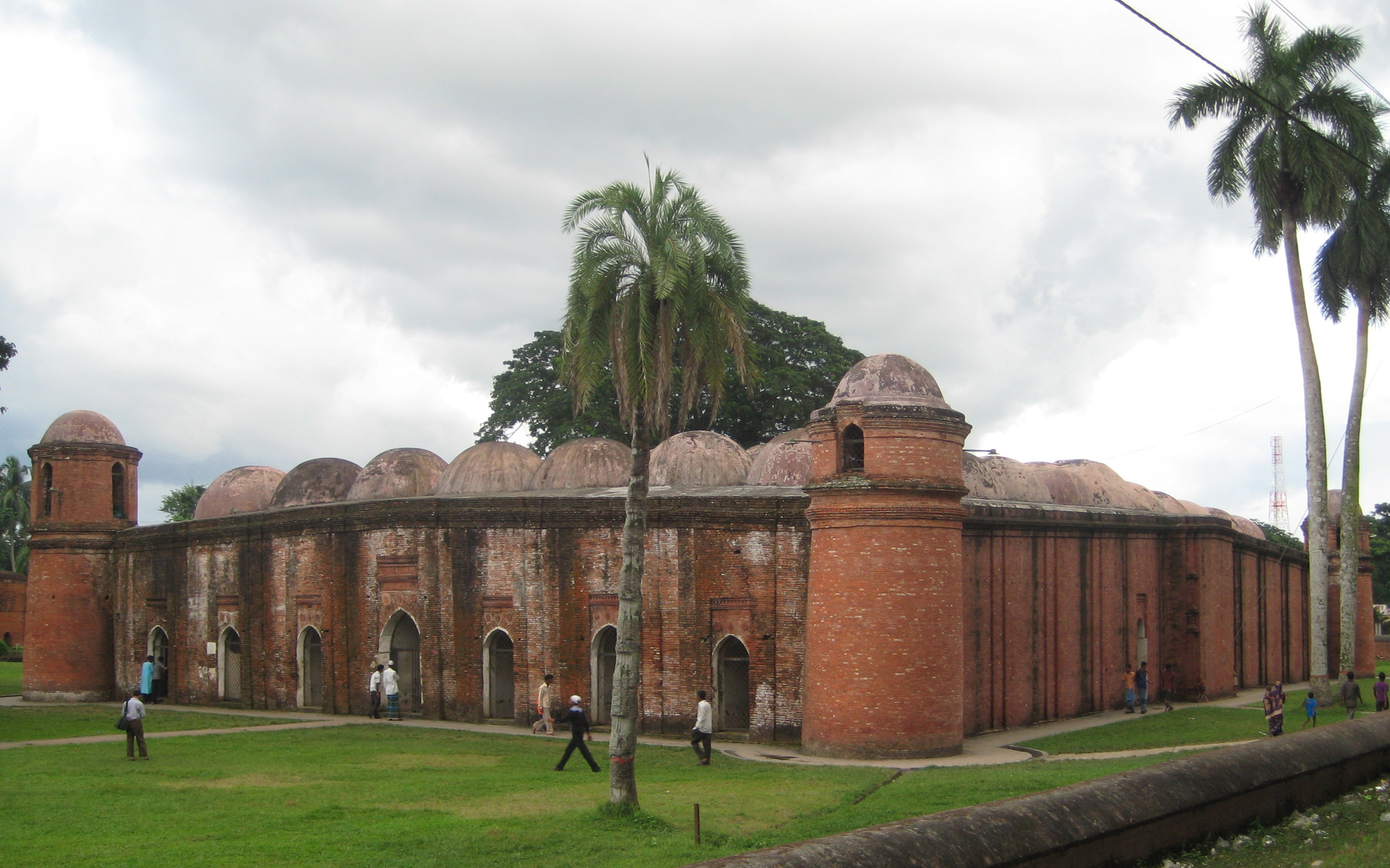
バゲルハットのモスク都市
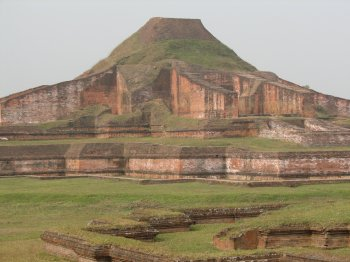
パハルプールの仏教寺院遺跡群

シュンドルボンはインドとバングラデシュ南西部に渡るマングローブ林の湿地域で、バングラデシュがその3分の2を占める。ベンガルトラをはじめ稀少生物種が生息し、自然環境を保護するため、人間の居住は禁止されている。

### 祝祭日
| 日付              | 日本語表記                   | 現地語表記                          | 備考                                                       |
| ----------------- | ---------------------------- | ----------------------------------- | ---------------------------------------------------------- |
| 移動祝祭日・3日間 | 犠牲祭                       | Eid-ul-Azha                         | イスラム教の祭り。2月。                                    |
| 2月21日           | ベンガル語国語化運動記念日   | Shoheed Dibosh                      | 独立以前のベンガル語運動の弾圧による死者の記念日           |
| 移動祝祭日        | アーシューラー               | Ashura                              |                                                            |
| 3月26日           | 独立記念日                   | Shadhinota Dibosh                   |                                                            |
| 4月14日           | ベンガル新年                 | Pôhela Boishakh                     |                                                            |
| 5月1日            | メーデー                     | Me Dibôsh                           |                                                            |
| 移動祝祭日        | 仏誕祭                       | Buddha Purnima                      | 仏教の祭り。5月。                                          |
| 移動祝祭日        | ムハンマド生誕祭             | Eid-e-Milad-un-Nabi                 | イスラム教の祭り。5月。仏誕祭とほぼ同じ日。                |
| 移動祝祭日        | クリシュナ・ジョンマシュトミ | Shree Krishna Janmashtami           | ヒンドゥー教の神クリシュナの聖誕祭。8月                    |
| 移動祝祭日        | ドゥルガー・プージャー       | Durga Puja                          | 女神ドゥルガーを讃えるヒンドゥー教の祭り。9月下旬          |
| 移動祝祭日        | ショベ・ボラット             | Shab-e-Barat                        | イスラム教の祭り。断食月前の祭り。「運命の夜」の意。       |
| 11月7日           | 革命連帯記念日               | Nationl Revolution & Solidarity Day | 1975年のジアウル・ラーマンのクーデターによる政権掌握を記念 |
| 移動祝祭日        | ショベ・コドル               | Shab-e-Qudr                         | イスラム教の祭り。断食月の第27夜。                         |
| 移動祝祭日        | ジュマトゥル・ビダ           | Jumat-ul-Bida                       |                                                            |
| 移動祝祭日・3日間 | 断食月明け大祭               | Eid-ul-Fitr                         | イスラム教の祭り。                                         |
| 12月16日          | 戦勝記念日                   | Bijoy Dibosh                        | パキスタン軍の降伏を記念。                                 |
| 12月25日          | クリスマス                   | Christmas/Boro Din                  |                                                            |

※この他には、バンガバンドゥの演説記念日が3月7日に制定されている。また、ユネスコにより2017年10月30日付で、この演説が記録遺産として世界の記憶へ追加されている。

### スポーツ
クリケット

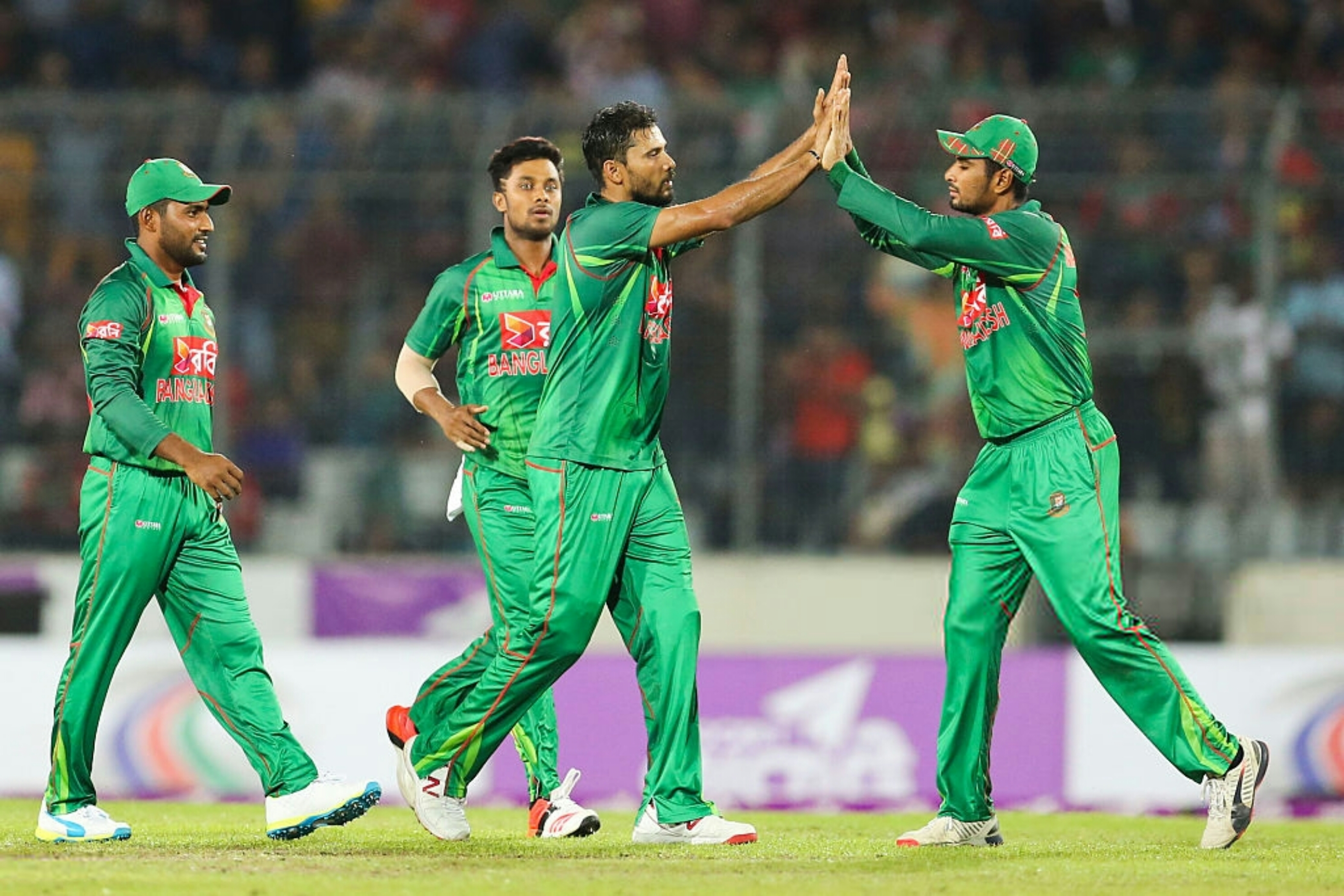
クリケットバングラデシュ代表

バングラデシュではクリケットが一番人気のあるスポーツである。イギリスが統治していた19世紀に伝わったが、本格的に大衆人気を得たのはパキスタンから独立した1971年以降である。1997年にマレーシアで開催されたICCトロフィーで初優勝し、1999年のクリケット・ワールドカップの出場権を獲得した。1999年に初出場したクリケット・ワールドカップでは、グループリーグで敗退したとは言え、パキスタンとスコットランドに勝利し成功を収めた。2000年に国際クリケット評議会の正会員に昇格し、世界で10番目となるテスト・クリケットを行う権利を得た。2011年にクリケット・ワールドカップをインドとスリランカの3カ国共催で開催した。2012年にはプロクリケットリーグの「バングラデシュ・プレミアリーグ」が創設された。さらにワン・デイ・マッチ、テストマッチ、トゥエンティ20インターナショナルを定期的に主催している。シャキブ・アル・ハサンは同国で最も偉大な選手の一人とみなされている。
サッカー
バングラデシュではサッカーも人気のスポーツであり、クリケットよりも5年早い2007年に、プロサッカーリーグの「バングラデシュ・プレミアリーグ」が創設されている。バングラデシュサッカー連盟（BFF）によって構成されるサッカーバングラデシュ代表は、これまでFIFAワールドカップには未出場となっている。しかしAFCアジアカップには、1980年大会で初出場を果たした。なお南アジアサッカー選手権では、自国開催となった2003年大会で初優勝に輝いている。

## 難民
1971年8月、バングラデシュ独立戦争による多大なる被害に対して、イギリスのロック・ミュージシャン（元ザ・ビートルズメンバー）であるジョージ・ハリスンとインド出身のラビ・シャンカールらが中心となり、ニューヨークでチャリティ・イベント「バングラデシュ難民救済コンサート」が開催された。このコンサートは映画化され、またライブ盤レコード「バングラデシュ・コンサート」として発売され、コンサートの入場料を含めた全収益金がバングラデシュに寄付された。この企画はロック界におけるチャリティー事業のさきがけとなった。また、ジョージ・ハリスンはシングル・レコード「バングラデシュ」を発売し、この売り上げも全額が寄付されている。

## 著名な出身者
- ムハマド・ユヌス - 経済学者、実業家（ノーベル平和賞受賞）
- ショイヨド・ワリウッラー - 作家（バングラ・アカデミー賞受賞）
- ハムザ・チョードゥリー - サッカー選手（レスター・シティFC所属）